# Cristóbal Colón
Cristóbal Colón (¿1451?–Valladolid, 20 de mayo de 1506) fue un navegante y gobernante de las Indias Occidentales, al servicio de la Corona de Castilla, que encabezó el denominado Descubrimiento de América en 1492, lo que abrió las puertas a la exploración y conquista de este continente por parte de los europeos. Sus orígenes son discutidos, aunque según la hipótesis más extendida nació en Génova, posiblemente el 31 de octubre de 1451.
Efectuó cuatro viajes a las Indias —denominación inicial del continente americano— y, si bien hay quien afirma que no fue el primer explorador europeo de América, se le considera el descubridor de un nuevo continente —por eso llamado el Nuevo Mundo— para Europa, al ser el primero que trazó una ruta de ida y vuelta a través del océano Atlántico y dio a conocer la noticia. Su primera expedición partió el 3 de agosto de 1492 desde el puerto de Palos de la Frontera (Huelva), llegando a Guanahani (hoy en las Islas Bahamas) el 12 de octubre de dicho año. Este hecho impulsó decisivamente la expansión mundial de la civilización europea, así como la conquista y colonización por varias de sus potencias del continente americano. No se sabe con certeza hasta qué punto era consciente de que América era una masa de tierra totalmente separada; nunca renunció claramente a su creencia de que había llegado al Extremo Oriente.
Como gobernador colonial, Colón fue acusado por sus contemporáneos de una importante brutalidad y pronto fue destituido del cargo. Durante su gobierno en La Española, los taínos, un pueblo que fue diezmado y dejado de contabilizar en los censos de la época pero del cual se conservan descendientes, fueron objeto de un impuesto, repartidos entre los colonos y vendidos como esclavos. Algunos historiadores han negado las acusaciones de genocidio realizadas contra él por otros. Las tensas relaciones de Colón con la Corona de Castilla y sus administradores coloniales designados en América condujeron a su arresto y expulsión de La Española en 1500, y posteriormente a un prolongado litigio sobre los beneficios que él y sus herederos reclamaban que les debía la corona.
Su antropónimo es un ícono mundial que inspiró diversas denominaciones, como la de un país: Colombia, y dos regiones de Norteamérica: la Columbia Británica, en Canadá, y el Distrito de Columbia, en Estados Unidos.

## Perfil histórico
Cristóbal Colón sostenía que podía alcanzarse el Extremo Oriente (conocido en la época como «Las Indias») desde Europa, navegando por el océano Atlántico hacia el oeste, y que era posible realizar el viaje por mar con posibilidades de éxito. La caída del Imperio bizantino en poder de los turcos otomanos en 1453, tras la toma de Constantinopla, su capital, provocó el encarecimiento del comercio entre Europa y las regiones orientales.
Si bien en el siglo iii a. C., el astrónomo griego Eratóstenes había calculado con bastante exactitud la medida de la circunferencia de la Tierra, al parecer, la hipótesis de Colón sobre la posibilidad del viaje se basaba en cálculos alternativos (y erróneos) sobre el tamaño de la esfera, ya que suponía que era más pequeña de lo que realmente es. Ahora bien, Colón aseguraba que había recopilado datos sobre la existencia de tierras habitadas al otro lado del Atlántico. De los mismos deducía que el extremo oriental de Asia se hallaba mucho más próximo a Europa de lo que suponían los cosmógrafos de la época. También era posible que tales informes testimoniaran la presencia de islas que pudieran servir como escalas en un viaje a las Indias.
Otras teorías sostienen que Colón había oído datos, por habladurías de marinos, sobre la existencia de tierras mucho más cercanas a Europa de lo que se suponía científicamente que estaba Asia, y que emprendió la tarea de alcanzarla para comerciar sin depender de la República de Génova ni del Reino de Portugal. Una de ellas, conocida como la teoría del prenauta, sugiere que durante el tiempo que Colón pasó en las islas portuguesas del Atlántico se hizo cargo de un marino portugués o castellano moribundo cuya carabela había sido arrastrada por las corrientes desde el golfo de Guinea hasta el mar Caribe. Ciertos autores incluso dicen que podría tratarse de Alonso Sánchez de Huelva, aunque según otras fuentes podría ser portugués o vizcaíno. Esta teoría sugiere que el prenauta le confió a Colón el secreto. Algunos estudiosos opinan que la prueba más contundente a favor de esta teoría son las Capitulaciones de Santa Fe, puesto que hablan de «lo que ha descubierto en las mares oçeanas» al tiempo que otorgan a Colón una serie de privilegios no otorgados hasta entonces a nadie.
Lo seguro es que Colón no solo logró arribar a las costas de América, sino que regresó a Europa, realizando un total de cuatro viajes y dando origen a una ruta para la navegación periódica y segura entre Europa y América. Aunque es sabido que los siberianos habían llegado a América en el Pleistoceno, y que existe documentación que habla sobre posibles viajes anteriores realizados por los cartagineses, musulmanes andalusíes, vikingos, chinos y polinesios. No obstante, es a partir de los viajes de Colón, y otros exploradores y conquistadores que le sucedieron, cuando se establecieron vínculos permanentes con Europa y se puede hablar de «descubrimiento», al haber reconocimiento de las naciones implicadas y testimonios contrastables en la época. A partir de este «encuentro» algunas potencias europeas invadieron el territorio americano, imponiendo su dominio, político, cultural y religioso, sobre las culturas locales.
Colón proyectó su viaje con el fin de traer de Oriente mercancías, en especial especias y oro. El camino de la especiería que incluía las especias, la seda y otros productos originarios del Extremo Oriente, habían llegado a través de los siglos siempre por la ruta comercial que atravesaba Asia hasta Europa, por Asia Menor y Egipto, pero a partir de la expansión del Imperio otomano esta vía se hizo difícil y quedó monopolizada por ellos y sus socios, los mercaderes italianos. El Reino de Portugal y el Reino de Castilla, en ese entonces los primeros Estados de la Edad Moderna, querían esas mercancías sin intermediarios.
Debido a que los portugueses habían conseguido su Reconquista contra los musulmanes en el siglo xiii, tomaron la iniciativa en la competencia por alcanzar una nueva ruta de la especiería que fuera una alternativa marítima directa a Asia Oriental. Portugal se lanzó a navegar por el mar océano bordeando África y otorgándose el monopolio de dicha navegación por el océano Atlántico a excepción de las islas Canarias. En 1488, el navegante Bartolomé Díaz encontró el paso por el cabo de Buena Esperanza, que unía el océano Atlántico con el océano Índico.
Por su parte, el Reino de Castilla, en el mismo año en que terminó con éxito su Reconquista, buscó una ruta nueva de las especias, y si bien también la buscó en el océano Atlántico, fijó otro rumbo —hacia el oeste— en aguas alejadas de la costa y desconocidas para los navegantes.
La llegada de Colón a América permitió el desarrollo del comercio y el envío hacia Europa de gran cantidad de alimentos que se cultivaban en esas tierras, como el maíz, la patata, el cacao, el tabaco, el pimiento, el zapallo, la calabaza, el tomate, el poroto (nuevas variedades de judía o frijol), el aguacate y la vainilla, entre otros, que fueron rápidamente adoptados por los europeos y por el resto del mundo. Los investigadores han estimado que tres quintas partes de los cultivos actuales de todo el mundo fueron importadas desde América. En sentido inverso, la expedición colombina conllevó posteriormente la llegada a América de la rueda, el hierro, el caballo, el cerdo, el asno, el café, la caña de azúcar y las armas de fuego, entre otras.
En su primer viaje, el navegante alcanzó la isla de San Salvador, llamada Guanahani por los habitantes que encontraron, en las actuales Bahamas. Después de dos meses de travesía, visitando luego Cuba y La Española, volvió a España siete meses después de su partida. En su último viaje solo tardó un mes y cuatro días en alcanzar las costas de América.

## Origen

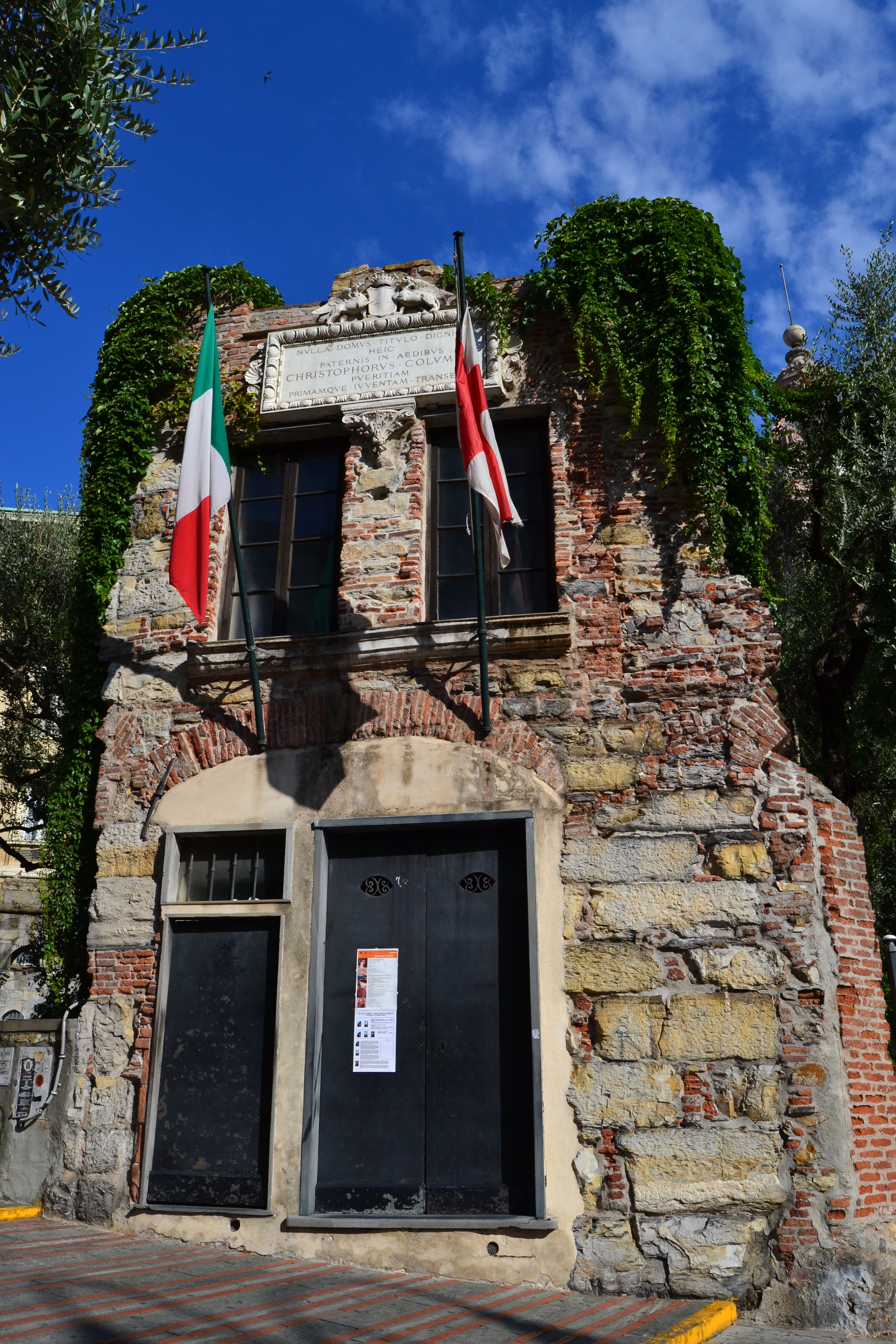
Fotografía de la casa donde se supone que vivió Cristóbal Colón durante su infancia en Génova, en 1455.

Aunque la mayor parte de su vida adulta la pasó en España y Portugal, el consenso entre los expertos sobre el lugar de nacimiento de Cristóbal Colón es que nació en la República de Génova. Las teorías alternativas sobre su origen han sido generalmente rechazadas por los principales expertos.
La tesis apoyada mayoritariamente mantiene que Cristoforo Colombo nació el año 1451 en Savona, en la República de Génova, aunque una investigación reciente estima, por el contrario, que nació en 1446. Sus padres serían Doménico Colombo —maestro tejedor y luego comerciante— y Susanna Fontanarossa. De los cinco hijos del matrimonio, dos, Cristoforo y Bartolomeo, tuvieron pronto vocación marinera. El tercero fue Giacomo, que aprendió el oficio de tejedor. Respecto a los dos restantes, Giovanni murió joven y la única mujer no dejó rastro. Existen actas notariales y judiciales, como el mentado testamento de su hijo en donde afirma la oriundez genovesa de su padre, que defienden esta tesis. Además, el mismo Colón declara ser genovés en el documento denominado Fundación de Mayorazgo donde afirma que «della salí y en ella nací [en Génova]», pero diversos autores e investigadores indican que esta declaración podría ser interesada por los Pleitos colombinos que mantuvieron sus descendientes con la corona de Castilla, y por ello lo declararon como falso o apócrifo; sin embargo, otros investigadores a principios del siglo xx encontraron en el Archivo de Simancas documentación que, según ellos, mostraba la autenticidad de esta declaración. Dicho escrito fue hallado en 1925 y contenía todas la firmas y sellos pertinentes, que fueron validadas por una comisión especial que ratificó la credibilidad del documento expedido el 28 de septiembre de 1501. También existe una misiva de Pedro de Ayala, embajador de los Reyes Católicos en Inglaterra, en donde afirma que Juan Caboto, un veneciano que proponía explorar el Atlántico para Inglaterra, era «otro genovés como Colón». Además, las autoridades municipales de Génova mostraron, entre los años 1931 y 1932, actas fidedignas que afirmaban su origen genovés.
Otra hipótesis genovesa es que Cristóbal Colón nació en Cogoleto.

### Hipótesis secundarias
Las teorías secundarias afirman que el origen de Cristóbal Colón es un enigma sobre el que no existe unanimidad entre historiadores e investigadores, entre otras razones por la confusión y pérdida de documentación referente a sus orígenes y ascendencia. Además, su propio hijo, Hernando Colón, en su Historia del almirante Don Cristóbal Colón, oscureció aún más su lugar de nacimiento afirmando que su progenitor no quería que fuesen conocidos su origen y patria. Por esta, entre otras razones, han surgido múltiples teorías sobre el lugar de nacimiento de Colón, aunque existe un fehaciente testamento en donde el mismo Hernando Colón asevera que su padre era genovés: «hijo de Cristóbal Colón, genovés, primero almirante que descubrió las Indias». Algunos autores e investigadores han defendido otras hipótesis sobre posibles orígenes de Colón y los motivos porque quiso ocultarlos.

#### Hipótesis judía
Varios historiadores y autores han sostenido que Colón era de origen sefardí. Entre otros, El enigma de Colón recoge la interpretación hecha por Cecil Roth de las siglas S.A.S anotadas por Colón en sus escritos de carácter confidencial, que las atribuye a una invocación guerrera del dios de los ejércitos del Antiguo Testamento. Roth también menciona ciertas coincidencias de las fechas escogidas por Colón para zarpar con arreglo al calendario judío. Por su parte, tanto el escritor valenciano Juan Atienza en su libro sobre los judíos de España, como el historiador Celso García de la Riega, entre otros, describen como llamativas las estrechas relaciones que tenía Colón con destacadas figuras judías de la época, habiéndole proporcionado apoyos, financiación (en forma de préstamos a la casa real) y facilidades para el estudio cartográfico por parte de personajes como Abraham Zacuto.
La tesis sefardí es defendida por varios ensayistas, la mayoría aceptando el origen genovés del almirante, como es el caso de Pedro de Frutos en su libro El enigma de Colón. Pero de acuerdo con la tesis de Salvador de Madariaga, Colón sería genovés, pero sus ascendientes serían judíos catalanes huidos de las persecuciones de finales del siglo xiv. Colón sería un judío converso, razón que explicaría, según Madariaga, su empeño en ocultar sus orígenes. Por su parte, Nito Verdera mantiene la teoría de que Colón era criptojudío y nacido en Ibiza. Otros ensayistas se adhiriénen a la hipótesis gallega como es el caso de Enrique María de Arribas y Turull.
El 12 de octubre de 2024, una investigación liderada por el forense y catedrático de la Universidad de Granada, José Antonio Lorente, y emitida en forma de documental por RTVE, señaló que el ADN de los restos de Colón tendría un probable origen hebreo, lo que abonaría la tesis sefardita. Y afirma que, probablemente, nació en una zona geográfica concreta: el Mediterráneo occidental español. En dicho documental se afirma que la línea de investigación liderada por el catalán Francesc Albardaner, expresidente del Centre d'Estudis Colombins de Barcelona, es la que tendría más verosimilitud. Esta hipótesis considera que Colón nació en el seno de una familia judía de tejedores de seda de Valencia.

#### Hipótesis catalana
Una de ellas es la hipótesis catalana; Luis Ulloa, historiador peruano que residió en Barcelona varios años, afirmaba que Colón era originario de Cataluña y de tradición marinera, basándose, entre otras razones, en que en sus escritos, todos en lengua castellana, existen giros lingüísticos propios del catalán. Para Ulloa, Cristóbal Colón fue un noble catalán que se llamaría realmente Joan Colom, un navegante enemigo del rey Juan II de Aragón, contra el que luchó al servicio de Renato de Anjou, aspirante al trono y que además sería el supuesto John Scolvus que habría llegado al norte de América en el año 1476, que posteriormente le ofrecería el proyecto del descubrimiento al rey Fernando el Católico para beneficio de la Corona de Aragón. Esta teoría ha sido seguida, ampliada o modificada por diversos autores, en su mayoría historiadores e investigadores catalanes, aunque también existen investigadores de otros países como el estadounidense Charles Merrill que han apoyado esta tesis. Por el contrario, esta hipótesis ha sido contestada indicando que los partidarios de la misma dedican gran parte de sus esfuerzos en refutar o desmentir numerosos documentos históricos que manifiesten el origen genovés del navegante, mientras que no han aportado ningún documento que demuestre el supuesto origen catalán.
En 2009, Estelle Irizarry publicó El ADN de los escritos de Cristóbal Colón, que se convirtió en un éxito de ventas inmediato. Tras un extenso estudio de los documentos oficiales y cartas personales del explorador, Irizarry postuló que Colón no era hijo de un artesano genovés, sino del Reino de Aragón y que su lengua materna era el catalán. Además, propuso que los orígenes de Colón no son oscuros por casualidad, sino más bien el resultado de que el famoso explorador ocultó deliberadamente el hecho de que era judío o un «converso» (es decir, un converso al cristianismo). La doctora Irizarry, un profesora de lingüística, llegó a esa conclusión después de examinar los escritos de Colón en detalle y apuntar una posible pista no valorada por otros investigadores: un símbolo de barra que Colón empleó para indicar pausas en las oraciones. Ese símbolo, también conocido como «virgule», no aparecía en textos de esa época escritos en castellano, ni en escritos de ningún otro país, sino sólo en registros y cartas de las zonas de habla catalana de la península ibérica, concretamente en Cataluña y Baleares.
De la hipótesis catalana han surgido diferentes corrientes como las tesis baleares. Una de ellas, la mallorquina, identifica a Colón con un hijo natural del príncipe de Viana nacido en Felanich, Mallorca. Sin embargo, otros expertos como el investigador, periodista y piloto mercante, Nito Verdera, han rechazado esta tesis.

#### Hipótesis gallega
Otra hipótesis indica que Colón era de origen gallego. Celso García de la Riega y posteriormente Enrique María de Arribas y Turull sostuvieron esta teoría, principalmente basándose en documentos de la época colombina que recogían la existencia de familias que poseían ese apellido. Sin embargo, estos fueron desacreditados posteriormente por el paleógrafo Eladio Oviedo Arce, concluyendo que dichos documentos, o bien eran falsos, o habían sido manipulados en fechas posteriores a su creación. Sin embargo, en 2013 un nuevo estudio dio por auténticos los documentos, limitándose eso sí a constatar la presencia pretérita de habitantes con el apellido Colón en la actual provincia de Pontevedra, sin pronunciarse sobre el supuesto origen gallego del Almirante. En palabras de María del Carmen Hidalgo Brinquis, quien presentó los resultados de la verificación, este hallazgo ni desmiente ni confirma el origen gallego del navegante, pues solo demuestra «que en Pontevedra hubo un clan Colón, pero nosotros no sabemos si fue el del descubridor de América». También apoya esta teoría las numerosas coincidencias entre los topónimos con que bautizó Colón lugares de las Antillas (como Portosanto, San Salvador, Punta Placeres, punta Faxilda, punta Lanzada, La Granja...) y topónimos idénticos en lugares de las costas pontevedresas.
Por otra parte, una variante de la teoría gallega identifica a Colón con el noble pontevedrés Pedro Álvarez de Sotomayor; siendo esta hipótesis rechazada por la mayoría de los historiadores, que exponen, entre muchos documentos, el testamento de su hijo Álvaro redactado en 1491, en donde cita «los huesos de mis padres (...) los traigan y entierren dentro de la capilla que el S. Obispo D. Juan fizo en la Iglesia Catedral de Tuy», lo que indica que Pedro de Sotomayor se hallaba muerto antes de que Colón llegara a las Américas.

#### Hipótesis portuguesa
También existe la teoría del origen portugués, que se basa en la interpretación del anagrama de la firma de Colón o en la existencia de supuestos portuguesismos en sus escritos. El experto filólogo Ramón Menéndez Pidal confirmó que eran portuguesismos en contra de quienes mantenían que eran galleguismos o catalanismos, aunque el historiador Antonio Romeu de Armas matizó que esto se debería no a que fuera nacido en Portugal sino a una naturalización debida a los años que permaneció en aquel país.
La teoría del origen portugués surgió en los años veinte y treinta del siglo xx. Su primer defensor fue Patrocínio Ribeiro, que apuntó que algunos topónimos usados por Colón para nombrar sus descubrimientos se encuentran también en Portugal. El exministro Manuel Pestana Júnior publicó casi simultáneamente su teoría de que Colón habría sido un agente secreto del rey Juan II de Portugal. Autores posteriores le otorgarían a Colón un origen aristocrático portugués.

#### Otras hipótesis
También dentro de España existen otras teorías que le atribuyen un origen andaluz, concretamente de Sevilla, castellano de Guadalajara, extremeño de Plasencia o vasco.
Otros países también se disputan ser la cuna del almirante, siendo de posible origen griego, inglés, corso, sardo, noruego, escocés o croata.

### Idioma de Colón
Sobre la lengua materna de Cristóbal Colón también existe controversia, ya que, según los investigadores, es un importante apoyo para una u otra teoría sobre su ciudad natal. Para tratar de fijar sus orígenes reales, se han dado diversas razones en todos los sentidos.
La mayor parte de sus escritos están en castellano, pero con evidentes giros lingüísticos procedentes de otras lenguas de la península ibérica que, siguiendo a Menéndez Pidal, muchos coinciden en señalar como lusismos. Hay varios investigadores y lingüistas, tanto de Galicia como de Cataluña o de Baleares, que apoyan la hipótesis de que son galleguismos o catalanismos.
No parecen existir escritos en italiano realizados por Colón, salvo alguna nota marginal, al parecer con una redacción deficiente. No escribía en italiano ni cuando se dirigía a sus hijos o a sus hermanos; ni siquiera al Banco de San Giorgio de Génova. Cuando el florentino Francisco de Bardi, su concuñado, le envió una carta personal en 1505 prefirió redactarla en un mal castellano que en italiano. De todos modos, la situación lingüística en Italia no era entonces la misma que ahora, y si él y su familia eran genoveses necesariamente debían tener como lengua materna el ligur (así lo pensó ya Menéndez Pidal), lengua del pueblo que a su vez era la lengua de prestigio de la República de Génova; lo que habría que demostrar, por tanto, es si aprendió el italiano. Tampoco parecía dominar el latín, el cual escribía con influencia hispánica y no italiana.
Historiadores como Consuelo Varela o Arranz Márquez opinan que se trata de un típico hombre de la mar que se expresa en diversas lenguas sin llegar a dominar bien ninguna, o que quizá hablase la lingua franca o jerga levantisca.

## Primeros años

Firma de Cristóbal Colón. A la izquierda como «Xpo Ferens» y a la derecha como «Al Almirante».

Según el origen genovés, abrumadoramente apoyado por la mayoría de los historiadores, Cristóbal Colón sería la castellanización del italiano Cristoforo Colombo. Cristoforo puede traducirse por Cristóbal, el que lleva a Cristo, y Colombo en italiano significa palomo. En una de las firmas de Colón se puede leer «Xpo Ferens», que, según algunos investigadores, significa «portador de Cristo».
Según esto, su educación literaria fue escasa y se introdujo en la navegación a temprana edad. Entre 1474 y 1475, habría viajado a la isla de Quíos (Quío o Chío), posesión genovesa en el mar Egeo, como marino y probablemente también como comerciante. Por otra parte, su hijo, Hernando Colón aseguró que su padre aprendió letras y estudió en Pavía, lo que le permitía entender a los cosmógrafos.
A partir de 1477, Colón se estableció en Portugal, aunque no está claro cómo llegó allí. Según la biografía escrita por su hijo Hernando, fue por accidente, a raíz de un naufragio en un combate naval cerca del cabo San Vicente en fecha indeterminada. Colón habría formado parte de la tripulación de un corsario llamado «Colón el Mozo», que atacó unas naves venecianas. El barco de Colón se hundió, él se salvó a nado y alcanzó las costas del Algarve. Desde allí partió a Lisboa, en busca de la ayuda de su hermano Bartolomé y de otros conocidos. Sin embargo, después se ha comprobado que Hernando Colón se inventó este relato mezclando fuentes sobre dos batallas diferentes, una de 1476 (durante la guerra de Sucesión castellana) y otra de 1485.

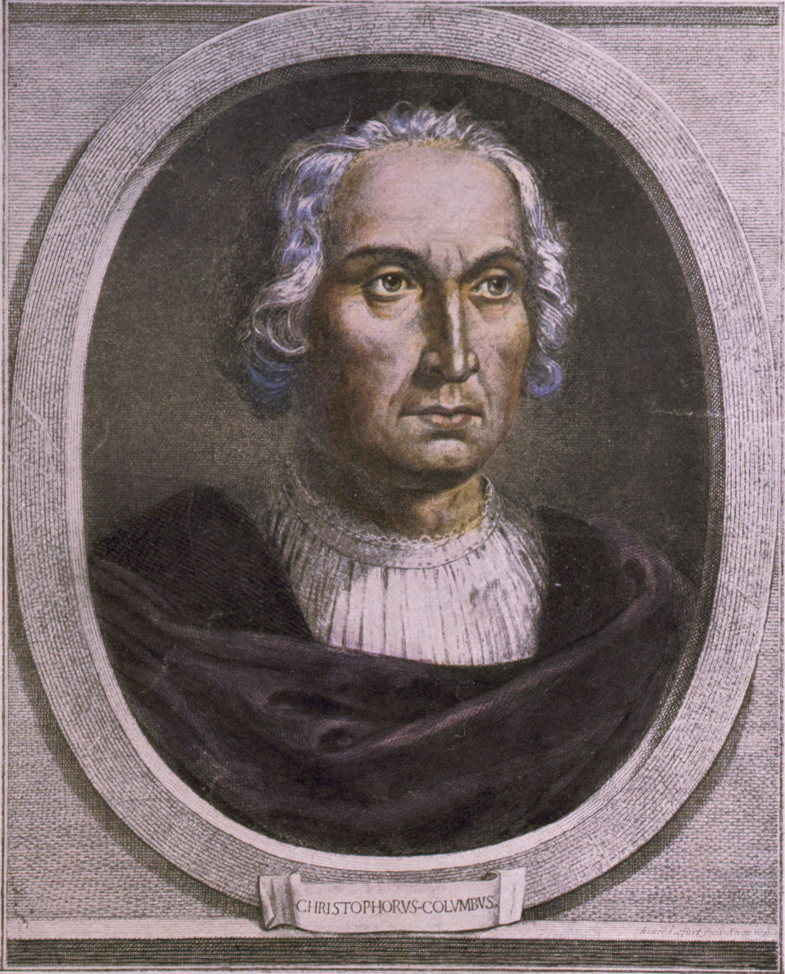
Retrato de Cristóbal Colón conservado en la biblioteca del Congreso de los Estados Unidos de América. Copia del siglo xix a partir de un grabado de Aliprando Caprioli.

Hasta 1485, vivió en Portugal como agente de la casa Centurione de Madeira y realizó numerosos viajes con destinos variados, incluida Génova, Inglaterra e Irlanda. Posiblemente en este viaje, en el año 1477, llegó a Islandia y escuchó rumores de la existencia de otras tierras hacia el oeste. Parece que también viajó por las rutas que los portugueses frecuentaban en las costas occidentales de África como Guinea y seguramente habría estado en las islas Canarias, lo cual implica que también conocería la «Volta da Mina», ruta que seguían los marineros portugueses cuando regresaban a su país desde el golfo de Guinea y con ello los vientos alisios del océano Atlántico.
Entre 1479 y 1480, Cristóbal Colón contrajo matrimonio con Felipa Moniz, hija del colonizador de las islas Madeira, Bartolomeu Perestrelo, probablemente en Lisboa. Una vez casado vivió en Porto Santo y en Madeira, lo que hace suponer que viajara también a las Azores. Su esposa Felipa, de la clase alta portuguesa, le abrió las puertas para la preparación de su proyecto. En 1480 el matrimonio tuvo un único hijo, Diego Colón. Muchos años más tarde, Colón escribiría que en las playas de Porto Santo vio objetos arrastrados desde Oriente, incluso un cadáver con rasgos asiáticos.

## El proyecto

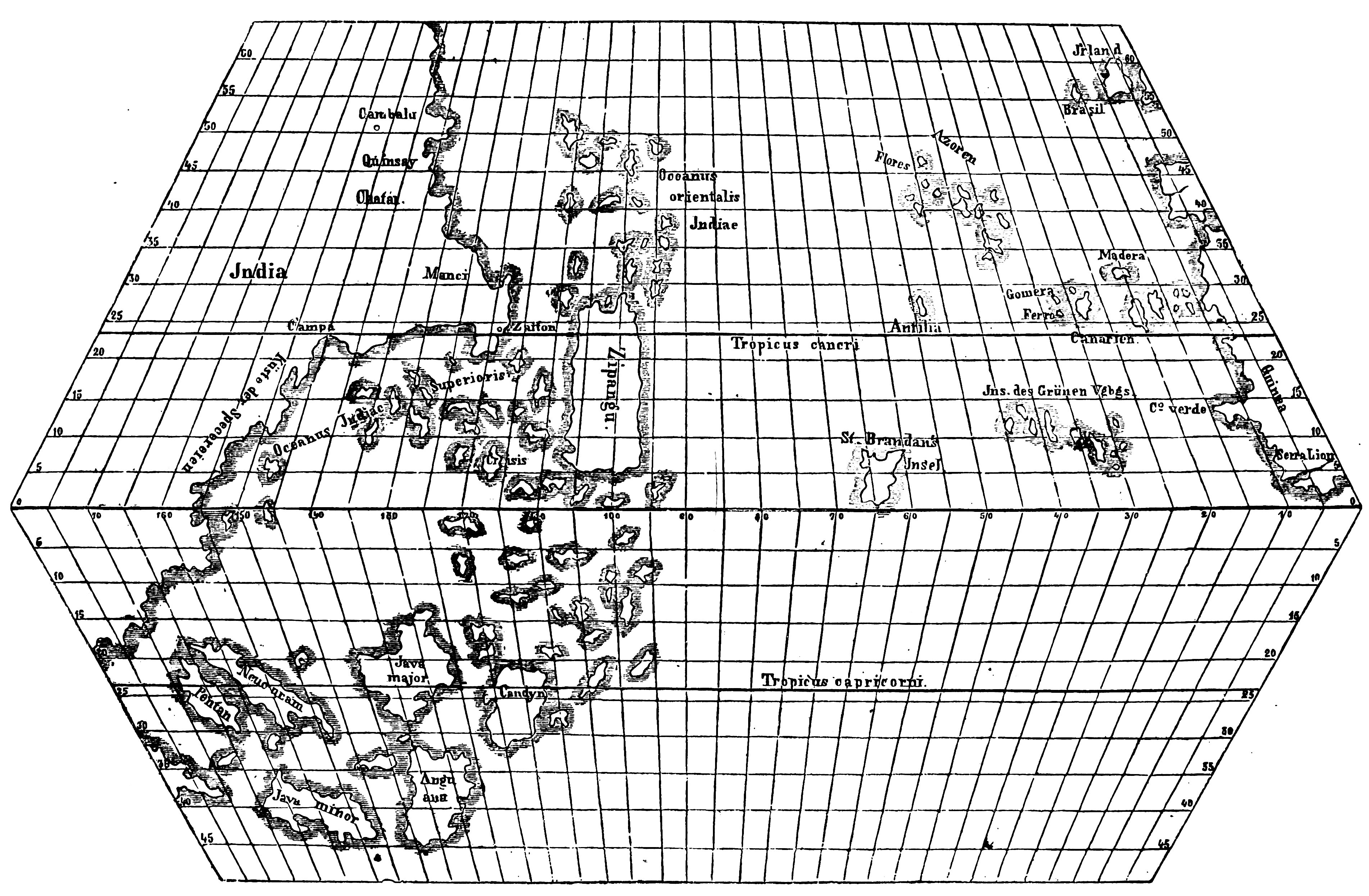
Mapa atribuido a Toscanelli.

Es difícil estimar en qué momento nació el proyecto de Cristóbal Colón de llegar a Cipango —el moderno Japón— y a las tierras del Gran Kan navegando hacia occidente, pero puede fecharse después de su matrimonio y antes de 1481.
Probablemente tuvo conocimientos de los informes del matemático y médico florentino Paolo dal Pozzo Toscanelli sobre la posibilidad de llegar a las Indias por el oeste, redactados a instancias del rey Alfonso V de Portugal, que estaba interesado en el asunto.
Sea como fuere, Colón tuvo acceso a una carta de Toscanelli que iba acompañada de un mapa en que se trazaba el trayecto a seguir al oriente asiático, incluidas todas las islas que se suponían debían estar en el trayecto. Este mapa y las noticias de Toscanelli estaban basados principalmente en los viajes de Marco Polo. Señalaba este último que entre el extremo occidental de Europa y Asia la distancia no era excesiva, estimando en torno a 6500 leguas marinas el espacio entre Lisboa y Quinsay, y desde la legendaria Antillia al Cipango solo 2500 millas, lo que facilitaba la navegación. El padre Bartolomé de las Casas recogió en su Historia de las Indias dos cartas supuestamente dirigidas por Toscanelli a Colón, pero existe polémica sobre la autenticidad de las mismas.
Los libros que se conservan de la biblioteca de Colón aportan luz sobre lo que influyó en sus ideas, por su costumbre de subrayar los libros y se deduce que los más subrayados serían los más leídos. Entre los que tienen más anotaciones están el Tractatus de Imago Mundi de Pierre d'Ailly, la Historia Rerum ubique Gestarum de Eneas Silvio Piccolomini y especialmente Los viajes de Marco Polo, que le dieron la idea de cómo era el oriente que soñaba encontrar.
Colón se basaba en que la Tierra tenía una circunferencia de 29 000 km, según la «medición» de Posidonio y la medida del grado terrestre de Ailly, sin considerar que este hablaba de millas árabes y no italianas, que son más cortas, de modo que cifraba esa circunferencia en menos de las tres cuartas partes de la real, que por otro lado era la aceptada científicamente desde tiempos de Eratóstenes. Como resultado de lo anterior, según Colón, entre las islas Canarias y Cipango debía haber unas 2400 millas náuticas, cuando, en realidad, hay 10 700.

## La búsqueda de patronazgo

### Portugal
Entre 1483 y 1485, Cristóbal Colón ofreció por primera vez su proyecto al rey Juan II de Portugal. Este lo consultó con tres expertos —el obispo Diego Ortiz y los judíos maese Rodrigo y maese Vizinho— que dieron una opinión negativa, tras lo cual el monarca rechazó la oferta de Colón. Por esos mismos años hubo otros exploradores que sí fueron autorizados por el rey portugués a navegar hacia el Atlántico Occidental, con peticiones de dinero o privilegios mucho más modestas que las que al parecer hizo Colón. En 1484, el madeirense Fernão Domingues do Arco fue nombrado capitán de una tierra que afirmaba haber descubierto hacia el oeste, y en 1486 Ferdinand van Olmen logró permiso para navegar desde las Azores hacia poniente para explorar y conquistar la «isla de las Siete Ciudades». Según la Historia del almirante de Hernando Colón, Juan II envió secretamente una carabela siguiendo el rumbo que Colón había indicado, pero regresó sin haber conseguido llegar a ninguna tierra nueva.
El fracaso de Cristóbal Colón ante Juan II, sumado quizás a la campaña lanzada por el rey portugués contra la Casa de Braganza, llevó a Colón a emigrar de Portugal a los vecinos reinos de Castilla. Dejó atrás a su hijo Diego y a su esposa Felipa, la cual, en contra de lo que han afirmado algunos historiadores, estaba aún viva.

### Castilla

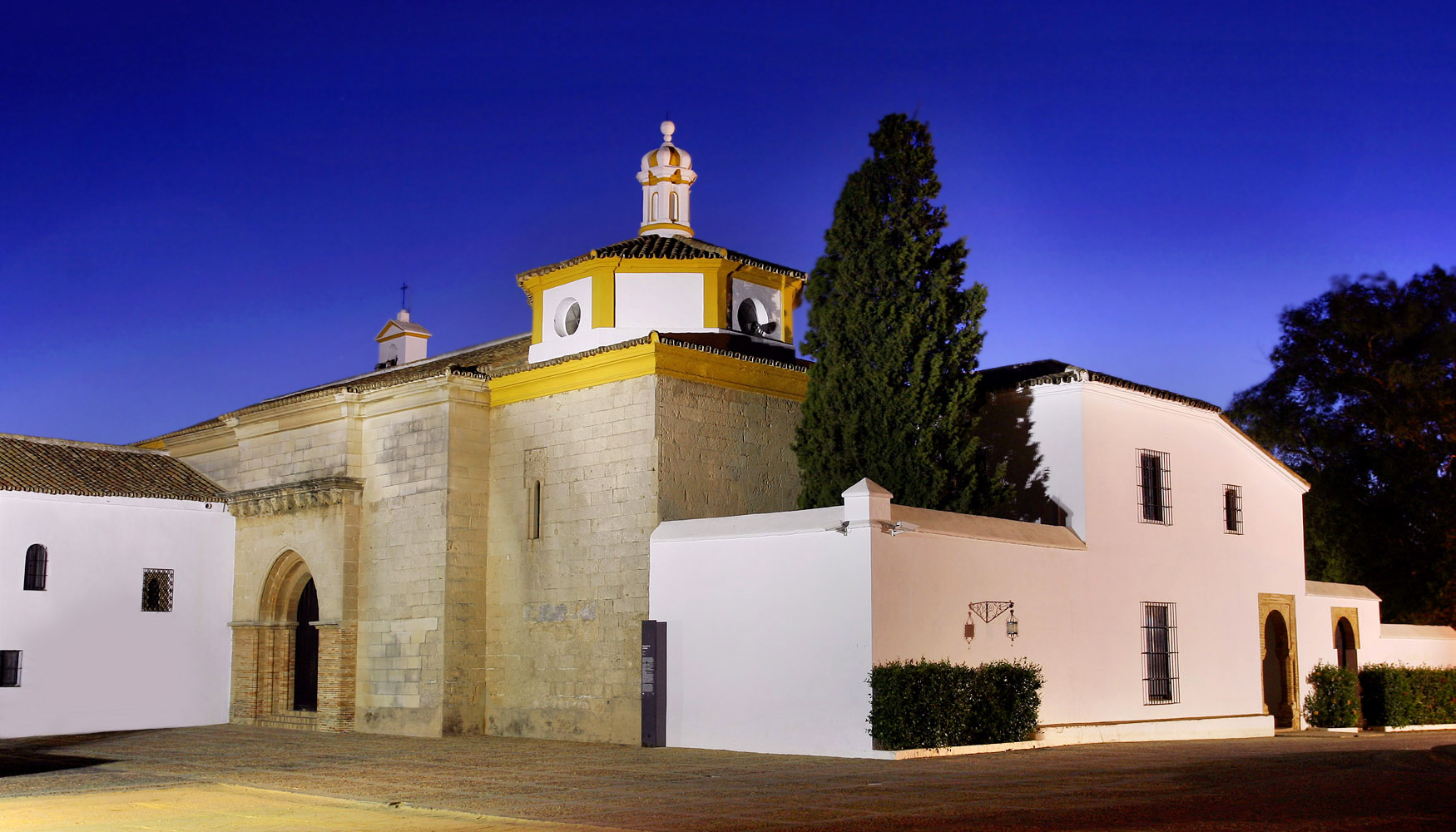
Monasterio de La Rábida, Palos de la Frontera, Huelva.

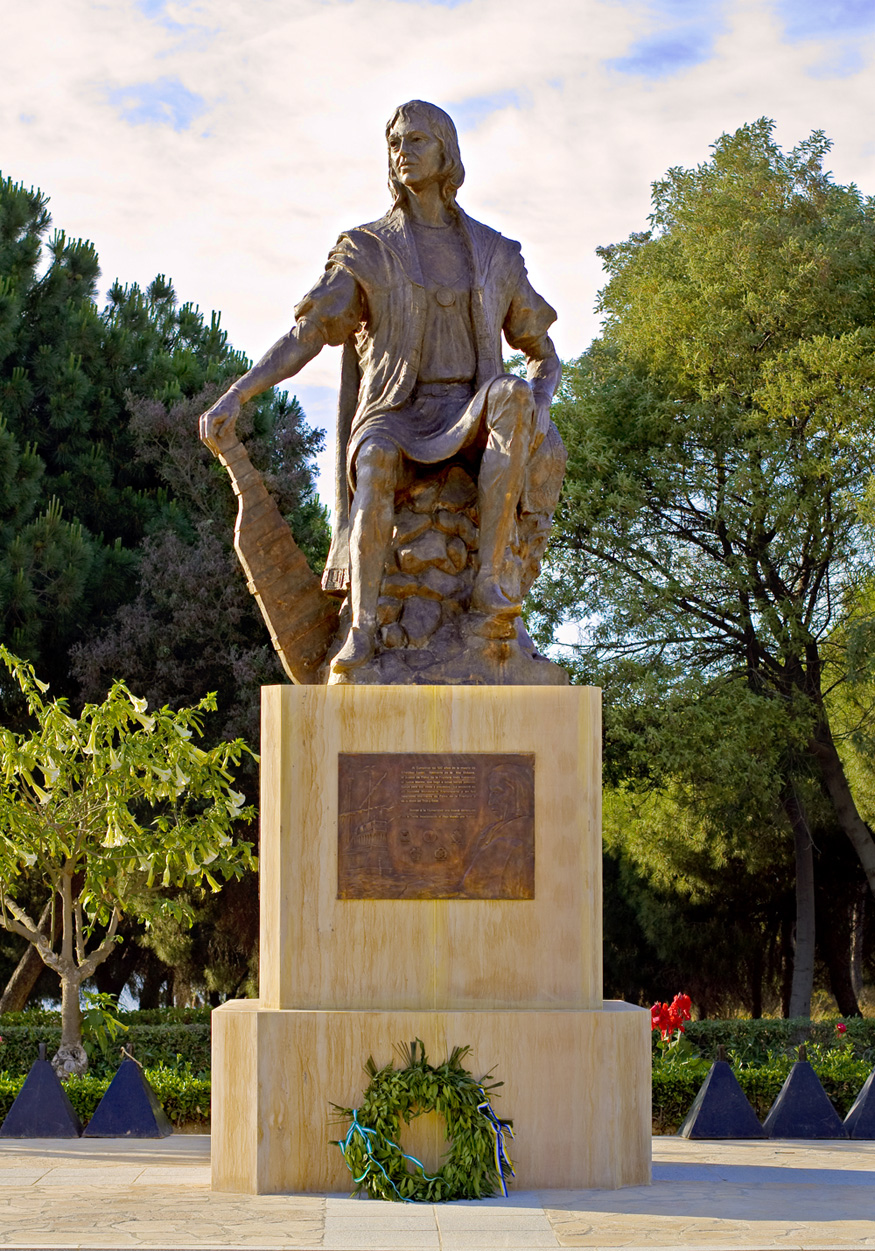
Monumento a Cristóbal Colón inaugurado con motivo del 500 aniversario de su fallecimiento, situado en los jardines exteriores del Monasterio de La Rábida.

Si bien los primeros cronistas y algunos testimonios de los pleitos colombinos reflejan que Cristóbal Colón llegó a Castilla, entrando por el Puerto de Palos hacia finales del año 1484 o comienzos de 1485, hay algunos autores que no admiten estos sucesos como ciertos, aunque es la versión apoyada más frecuentemente, si bien existen otras teorías. Según dicha versión, en el vecino monasterio de La Rábida, hizo amistad en primera instancia con fray Antonio de Marchena y años más tarde con fray Juan Pérez, a quienes confió sus planes.
Los frailes lo apoyaron y recomendaron a fray Hernando de Talavera, confesor de la reina Isabel I de Castilla. En la vecina villa de Moguer también encontró el apoyo de la abadesa del convento de Santa Clara, Inés Enríquez, tía del rey de Castilla y de Aragón, Fernando el Católico. Colón se dirigió a las cortes, establecidas por entonces en Córdoba, y entabló relaciones con importantes personajes del entorno real. Se desconoce cuánto tiempo estuvo en La Rábida. Colón llegó a Sevilla a mediados de 1485 y se hospedó varias veces en el Monasterio de La Cartuja.

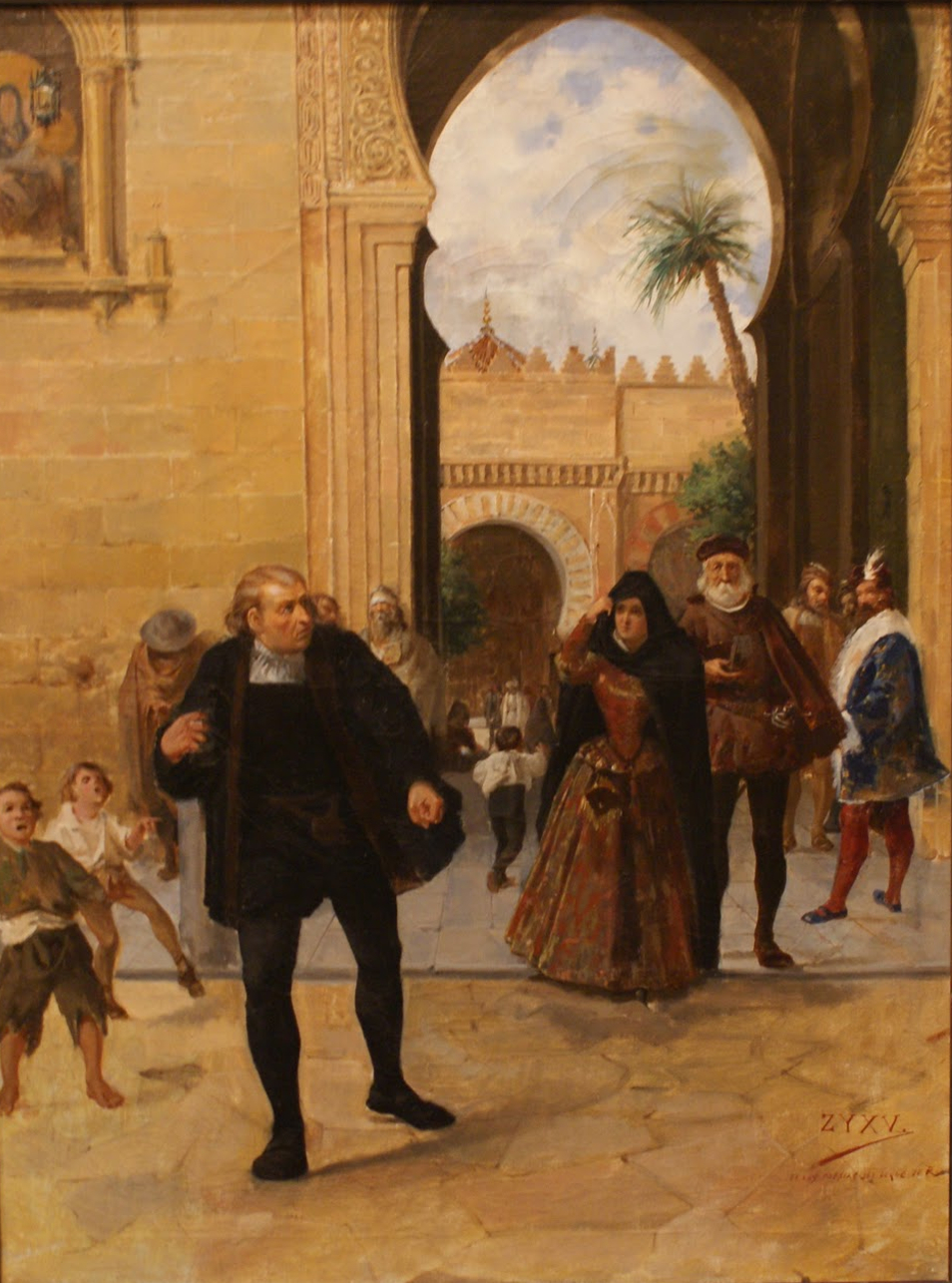
Colón saliendo de la Mezquita de Córdoba, de Rafael Romero de Torres. La obra muestra al navegante durante su estancia en Córdoba, a donde se había desplazado en 1485 para buscar el apoyo de las Cortes de Castilla.

Si bien el Real Consejo rechazó su proyecto, consiguió ser recibido en enero de 1486, gracias al valimiento de Hernando de Talavera, por la reina Isabel, a quien expuso sus planes. La soberana se interesó por la idea, pero quiso que, previamente, un consejo de doctos varones, presidido por Talavera, diera un dictamen sobre la viabilidad del proyecto, mientras asignaba a Colón, pobre de recursos, una subvención de la corona.
El Consejo se reunió primero en Salamanca y después en Córdoba y varios años más tarde dictaminó que era imposible que fuera verdad lo que decía Colón. Por otra parte, Talavera temía que el viaje propuesto por Colón transgrediera el tratado de Alcáçovas firmado con Portugal y refrendado por bula papal. También parece que las exigencias económicas y políticas expuestas por Colón eran muy altas, como se vio luego en las Capitulaciones de Santa Fe.
La reina llamó entonces a Colón, diciéndole que no descartaba totalmente su plan. Mientras el navegante esperaba, se dedicó a vender mapas y libros para mantenerse económicamente.
Conoció en esa época a la cordobesa Beatriz Enríquez de Arana, que vivía con un primo y trabajaba como tejedora. Nunca se casaron, aunque a su muerte Colón le legó su fortuna e hizo que su primer hijo, Diego, la tratara como a su madre verdadera. Tuvieron un hijo, Hernando Colón (llamado Fernando por algunas fuentes), quien viajó con su padre a América en su cuarto viaje y años más tarde escribió la Historia del Almirante Don Cristóbal Colón, una biografía de su padre quizás excesivamente elogiosa.
Colón pasó nuevamente a Portugal, con el consentimiento de los soberanos y del rey de Portugal, para negociar sobre temas que se desconocen. Allí recogió a su hijo Diego, cuya madre había fallecido mientras Colón estaba en Castilla. También pudo asistir al regreso de Bartolomeu Dias del viaje en el que había descubierto el cabo de Buena Esperanza, extremo sur de África, tras el cual se abría a los portugueses la vía marítima a la India por el océano Índico. Colón, a la vuelta a Andalucía, acudió a proponer su proyecto al duque de Medina Sidonia, que lo rechazó, y después a Luis de la Cerda, duque de Medinaceli, quien se mostró interesado y acogió a Colón durante dos años en su palacio de El Puerto de Santa María. Sin embargo, al ser consultada, la reina mandó llamar a Colón y le prometió ocuparse de su plan tan pronto como se terminara la conquista de Granada.

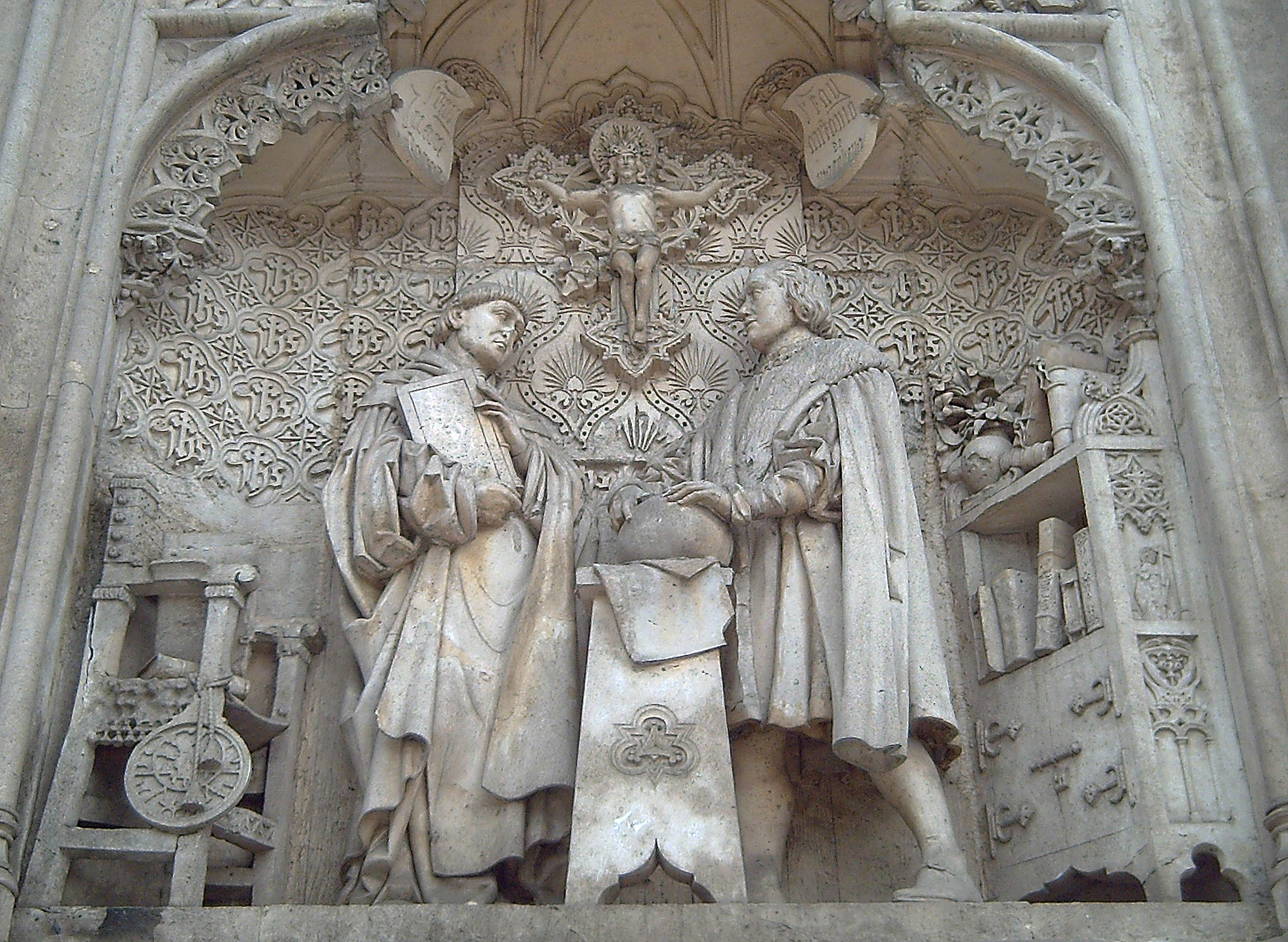
Deza y Colón. Detalle del monumento a Cristóbal Colón en Madrid (A. Mélida, 1885).

En diciembre de 1491, Colón llegó al campamento real de Santa Fe de Granada. Su proyecto fue sometido a una nueva junta, convocada por la reina, pero nuevamente se rechazó. Parte importante de la oposición era por las exigencias desmedidas de Colón. En esos momentos intervinieron Luis de Santángel y Diego de Deza, quienes ganaron para su causa al rey Fernando, consiguiendo su apoyo.
Las arcas de los monarcas, debido a las distintas campañas bélicas y en especial la desarrollada durante la guerra de Granada —que culminó exitosamente la Reconquista con su toma por los cristianos—, no pasaban por sus mejores momentos. Es por ello que Luis de Santángel, escribano de ración, se ofreció a prestar el dinero que le correspondía aportar a la corona, 1 140 000 maravedíes. Consta en el Archivo de Simancas la devolución de esta cantidad a Luis de Santángel.

### Las Capitulaciones de Santa Fe y Reales Provisiones
Las negociaciones entre Cristóbal Colón y la Corona se realizaron a través del secretario de la Corona de Aragón, Juan de Coloma, y de fray Juan Pérez, en representación de Colón. El resultado de las negociaciones fueron las Capitulaciones de Santa Fe, del 17 de abril de 1492.
La naturaleza jurídica de este documento (contrato vinculante o merced revocable) es aun hoy día objeto de controversia. En él Colón obtuvo, «en satisfacción de lo que ha descubierto en las Mares Océanas y del viaje que ahora (...) ha de hacer por ellas en servicio» de la Corona, las siguientes prebendas:
- El título de almirante en todas las tierras que descubriese o ganase en la Mar Océana, con carácter hereditario y con el mismo rango que el almirante de Castilla.
- El título de virrey, también hereditario y gobernador general en todas las islas o tierras firmes que descubriera o ganara en dichos mares, recibiendo el derecho de proponer ternas para el gobierno de cada una de ellas.
- El diezmo, o el diez por ciento del producto neto de la mercadería comprada, ganada, hallada o trocada dentro de los límites del Almirantazgo, quedando un quinto para la corona.
- La jurisdicción comercial de los pleitos derivados del comercio en la zona de su almirantazgo, según correspondiese a tal oficio.
- El derecho a contribuir con un octavo de la expedición y participar de las ganancias en esa misma proporción.

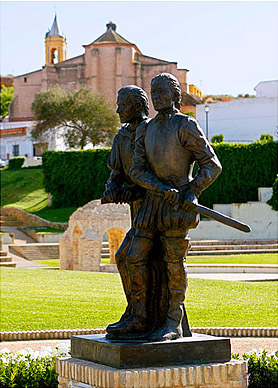
Estatua de los Hermanos Pinzón en Palos de la Frontera; al fondo se observa la Fontanilla y la iglesia de San Jorge Mártir.

El contenido de las Capitulaciones se desarrolló en una carta de merced fechada a 30 de abril de 1492, en la que se condicionaba la concesión a Colón del título de almirante a que efectivamente descubriera y ganara nuevas tierras y no se le daba a Colón el tratamiento de don.
Se despacharon, además, diversas cédulas para la organización del viaje. Según una de ellas, Colón sería Capitán Mayor de la Armada, constituida por tres navíos. Otra cédula era una Real provisión dirigida a ciertos vecinos de la villa de Palos y decía que debían proporcionar dos carabelas equipadas y tripuladas como pago de una sanción impuesta a dichos vecinos. Una tercera Real provisión concedida a Colón, por los Reyes Católicos, obligaba a las villas de las costas andaluzas, a ceder barcos a la empresa descubridora cuando y donde lo pidiese Colón. El futuro almirante ejecutó esta Real provisión en el Puerto de la Ribera de Moguer, embargando dos barcos en presencia del escribano Alonso Pardo, embarcaciones que más tarde fueron desechadas. En Palos de la Frontera también realizó embargo de navíos Colón haciendo uso de la citada provisión, según testimonio de Hernández Colmenero y, según parece, también lo intentó en la cercana villa de Huelva por lo que depone en su testimonio Pedro Ortiz. Pero seguía sin conseguir enrolar a la tripulación necesaria para la empresa. Los monarcas emitieron entonces, el 20 de junio en Guadalupe, un poder dirigido a la villa de Palos y una comisión a la villa de Moguer para que cumplieran las reales provisiones anteriores, la dirigida a la villa de Palos, y la genérica que usó Colón en Moguer.

### Colón en Palos de la Frontera, intervención de Martín Alonso Pinzón
Cuando Cristóbal Colón llegó a la villa de Palos de la Frontera se encontró con la oposición de los vecinos, que desconfiaban del extraño. Una Real Provisión dirigida a Diego Rodríguez Prieto y otros vecinos de la villa, en la que los sancionaba a servir a la corona con dos carabelas durante dos meses, fue leída en la puerta de la iglesia de San Jorge, donde estaba situada la plaza pública. También hubo problemas en el reclutamiento de marineros, por ello Colón recurrió a una de las provisiones expedidas por los monarcas en la que se le concedió permiso para reclutar marineros entre los encarcelados, aunque finalmente esto no fue necesario. Por fin, los religiosos de Monasterio de la Rábida, en especial fray Juan Pérez y fray Antonio de Marchena, lograron solucionar el problema de la recluta de marineros, al poner en contacto a Colón con Martín Alonso Pinzón, destacado navegante local, que apoyó la posibilidad del viaje, contra lo que la gente pensaba del proyecto. También Pero Vázquez de la Frontera, viejo marino de la villa muy respetado por su experiencia y amigo de Martín Alonso, influyó de manera importante para que el mayor de los hermanos Pinzón se decidiera a apoyar la empresa.
Según Bartolomé de las Casas, Martín Alonso aportó de su hacienda personal medio millón de maravedíes, la tercera parte de los gastos en metálico de la empresa. Asimismo desechó los barcos que había embargado Colón y despidió también a los hombres que este había enrolado, escogió para la empresa otras dos carabelas, la Pinta y la Niña, ya que sabía que eran muy veleras y «aptas para el oficio de navegar» porque las tenía arrendadas, hizo partícipes a sus hermanos y, además, fue por Palos de la Frontera, Moguer y Huelva, convenciendo a sus parientes y amigos de que se enrolasen, consiguiendo con ello la tripulación necesaria. Destacadas familias de marineros de la zona se unieron a la empresa, como los hermanos Niño de Moguer, los Quintero de Palos de la Frontera y otros marinos de prestigio que fueron decisivos para el definitivo reclutamiento de la tripulación. Aproximadamente un tercio de los marinos eran de Palos de la Frontera.

### Colón en Moguer
En Moguer, Cristóbal Colón visitó el Monasterio de Santa Clara, cuya abadesa, Inés Enríquez, tía del rey Fernando el Católico, apoyó el proyecto de Colón ante la Corte. También encontró apoyo en el clérigo Martín Sánchez y el hacendado Juan Rodríguez Cabezudo a quien confió la custodia de su hijo Diego, cuando partió en el viaje descubridor.
Los hermanos Niño tuvieron una destacada participación en los preparativos y desarrollo del viaje descubridor. Una vez superadas las primeras reticencias al proyecto de Colón, se unieron a la empresa y animaron a la marinería moguereña, y resto de marinos que habitualmente navegaban con ellos, para que se alistaran en la expedición. Así mismo, una de las carabelas —La Niña— era propiedad de esta familia. Pedro Alonso Niño fue piloto, posiblemente, de la Santa María, Francisco Niño participó como marinero en La Niña y Juan Niño como maestre también en La Niña, además, aproximadamente, una quinta parte de la tripulación era de esta localidad.

## Los cuatro viajes de Colón a las Indias

Los cuatro viajes de Cristóbal Colón.

Cristóbal Colón realizó un total de cuatro viajes a lo que hoy se conoce como América:
- En el primer viaje zarpó del puerto de Palos de la Frontera el 3 de agosto de 1492 y, pasando por las islas Canarias, donde estuvo desde el 9 de agosto al 6 de septiembre, llegó a las Indias al descubrir las islas Bahamas el 12 de octubre y posteriormente también las islas La Española —actual Santo Domingo— y Cuba. Volvió de La Española el 16 de enero,[221][222] llegando a Lisboa el 4 de marzo y a Palos de la Frontera el 15 de marzo de 1493.
- En el segundo viaje partió de Cádiz el 25 de septiembre de 1493, saliendo de Hierro el 13 de octubre y llegando a la isla Guadalupe el 4 de noviembre, descubriendo y explorando Puerto Rico y Jamaica. Regresó a Cádiz el 11 de junio de 1496.
- En el tercer viaje zarpó el 30 de mayo de 1498, desde Sanlúcar de Barrameda, haciendo escala en Cabo Verde, de donde zarpó el 4 de julio, y llegó el 31 de julio a la isla Trinidad. Exploró la costa de Venezuela. El 27 de agosto de 1499 llegó Francisco de Bobadilla quien, con poderes de los reyes, encarceló en un barco a los tres hermanos Colón el 15 de septiembre y los envió encadenados a la península a mediados de octubre, llegando a Cádiz el 25 de noviembre de 1500.
- En el cuarto viaje salió de Sevilla el 3 de abril de 1502[223][224][225][226] y llegó a La Española el 29 de junio. El 17 de julio desembarcó en la actual Honduras y volvió el 11 de septiembre desde Santo Domingo, llegando el 7 de noviembre a Sanlúcar de Barrameda.

### Primer viaje (3 de agosto de 1492-15 de marzo de 1493)

Primer viaje transatlántico de Cristóbal Colón.

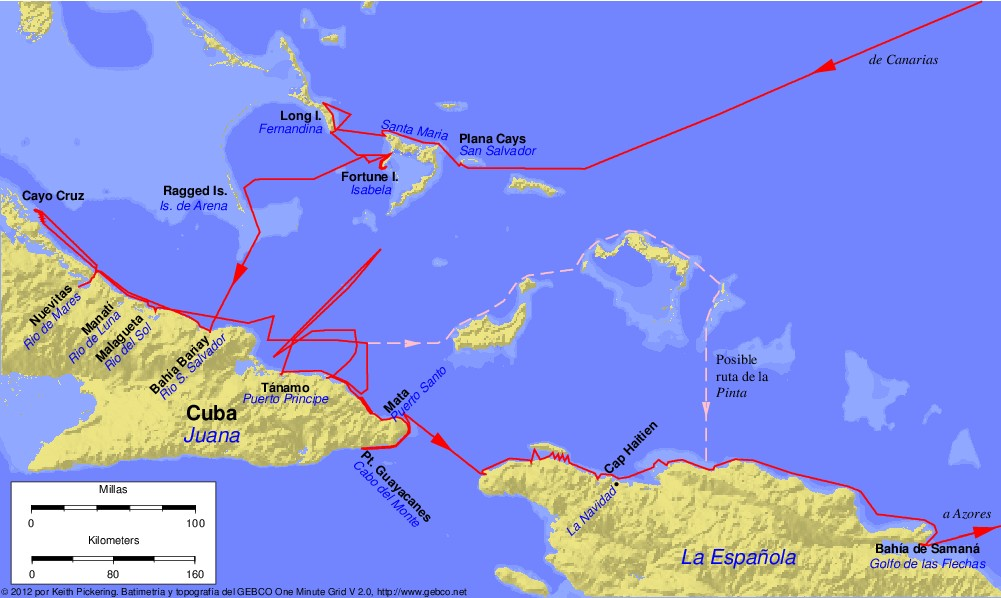
Itinerario de Colón por las Antillas, 1492-1493. Topónimos modernos en negro, y topónimos de Colón en azul.

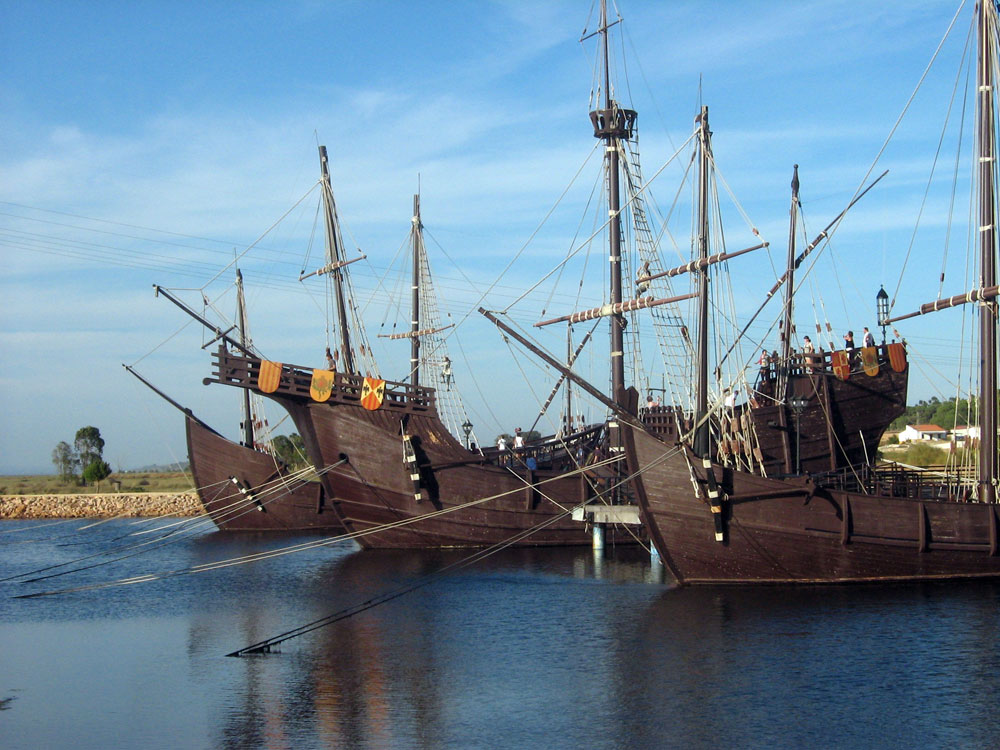
Réplicas de la Pinta, la Niña y la Santa María en el Muelle de las Carabelas de Palos de la Frontera.

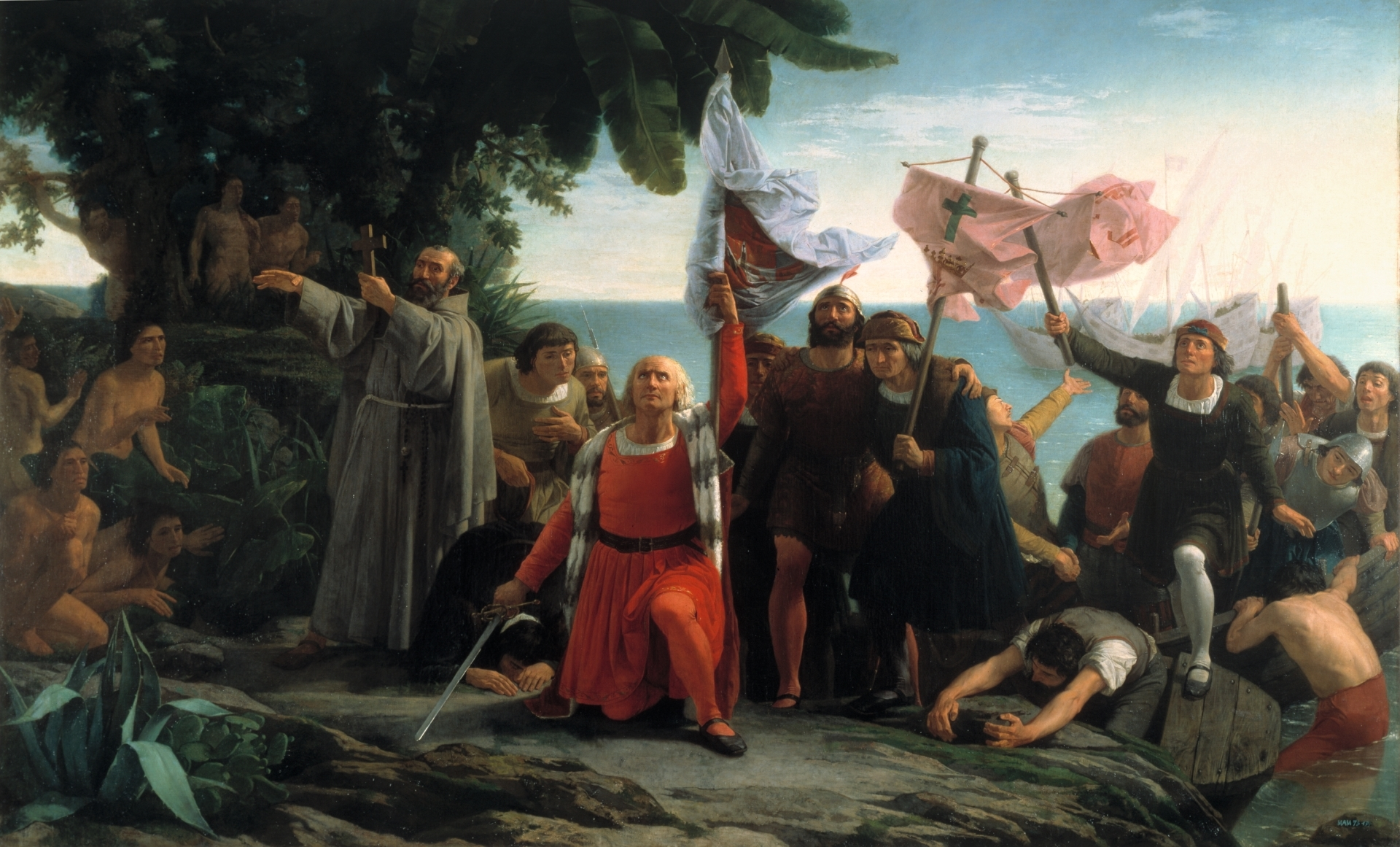
Primer desembarco de Cristóbal Colón en América (Dióscoro Puebla, 1862).

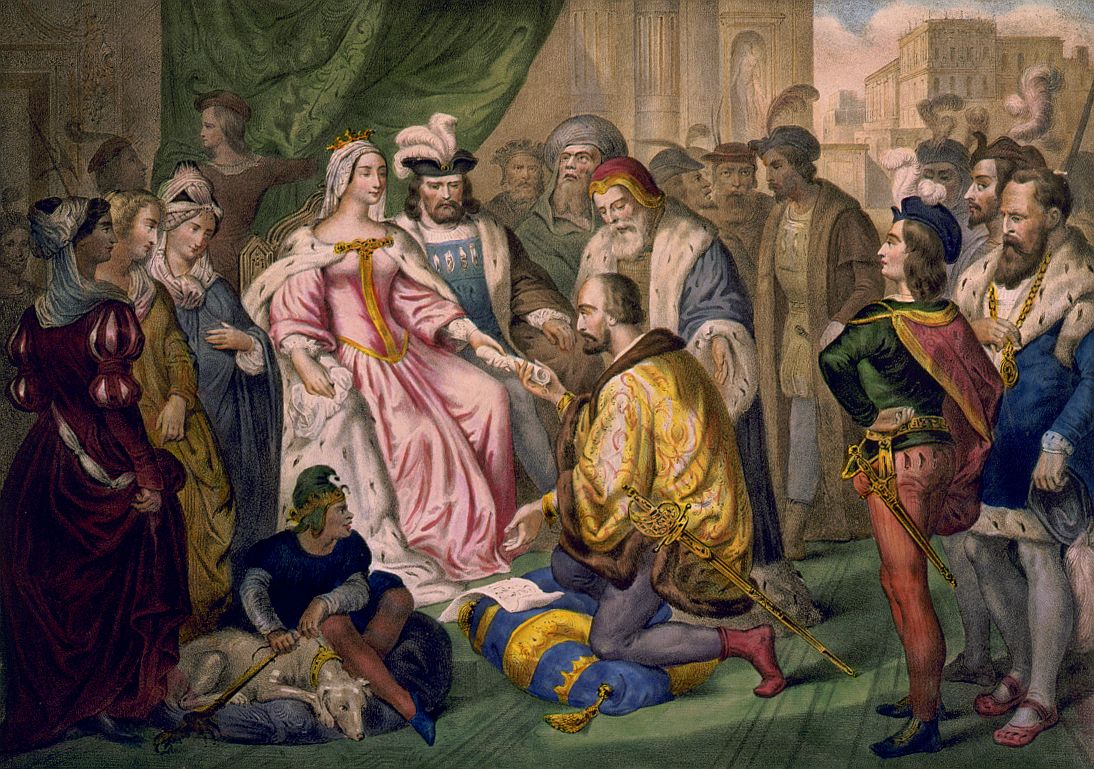
Cristóbal Colón ante los Reyes Católicos en la corte de Barcelona (V. Turgis, siglo xix).

Finalizados todos los preparativos, la expedición de Cristóbal Colón salió del puerto de Palos de la Frontera (Huelva) el 3 de agosto de 1492, con las carabelas Pinta y Niña, y con la nao Santa María y con una tripulación de unos noventa hombres. La Santa María, llamada originalmente La Gallega, era propiedad de Juan de la Cosa y fue donde embarcó Colón. La Niña, propiedad de la familia Niño, y la Pinta fueron elegidas por Martín Alonso Pinzón. Aunque en diversas pinturas y otras obras artísticas se ha reflejado la presencia de algún sacerdote o religioso, en esta primera expedición no viajó ningún clérigo entre la tripulación.
Estuvo en las Islas Canarias hasta el 6 de septiembre, concretamente en La Gomera; según la Historia del Almirante visitando a Beatriz de Bobadilla, gobernadora de la isla, y en Gran Canaria, arreglando el timón de La Pinta y sustituyendo sus velas triangulares originales por unas cuadradas, lo que la convirtió en la carabela más rápida de la flotilla.
Con rumbo hacia el incierto oeste, la expedición no resultó fácil para nadie y durante la misma hubo varios conatos de motines. Entre el 13 y el 17 de septiembre observaron que las agujas de las brújulas se desviaban respecto a la Estrella Polar al oeste por la noche y al este por la mañana. Este efecto ha sido erróneamente atribuido a la declinación magnética por algunos historiadores, pero en realidad se debe al giro de la Polar en torno al polo norte celeste. El 22 de septiembre envió Colón su carta de navegación a Pinzón. La noche del 6 al 7 de octubre se produjo un intento de motín en la Santa María que fue sofocado con la ayuda de los Pinzón. Sin embargo, entre el 9 de octubre y 10 de octubre el descontento se extendió al resto de la expedición, tomando los capitanes la determinación de que se volverían en el plazo de tres días de no divisar tierra. El 12 de octubre, cuando la tripulación ya estaba inquieta por la larga travesía sin llegar a ninguna parte, el grumete Rodrigo de Triana dio el famoso grito de «¡tierra a la vista!». Sobre este episodio también existe controversia entre los historiadores, ya que los reyes habían ofrecido 10 000 maravedís al primero que avistara tierra, sin embargo, este premio lo recibió Colón quien, según su diario de a bordo, habría visto «lumbre» unas horas antes que Rodrigo de Triana. Llegaron a una isla llamada Guanahani, a la que rebautizó como «San Salvador», en el archipiélago de las Bahamas. Colón creyó cumplir con su ansiada meta de llegar a las Indias de las especias navegando por la mar océano con rumbo oeste. No fue consciente de que había arribado a un continente distinto.
Después del 12 de octubre, Colón recorrió otras islas de las Bahamas hacia el sur hasta llegar a la isla de Cuba, y posteriormente a la Española (actual República Dominicana). En las orillas de esta, el 25 de diciembre de 1492, se hundió la nao capitana, la Santa María. Sus restos fueron usados para construir el Fuerte de La Navidad, el primer poblado español en América.
Las dos carabelas, al mando del almirante, emprendieron el viaje de regreso a España. Las naves se separaron, llegando la Pinta en primer lugar a Bayona, hacia el 18 de febrero de 1493. La Niña sufrió una fuerte tempestad que estuvo a punto de hacerla naufragar. En tan difícil trance, Cristóbal Colón, decidió echar en suerte, la promesa de peregrinar en romería a varios templos. La nave de Colón hizo escala en las islas portuguesas de los Azores y de allí llegó el 4 de marzo a Lisboa, forzada por otra tormenta. El 9 de marzo Colón fue llevado ante el rey Juan II de Portugal, al que intentó convencer de que la expedición no interfería con sus posesiones atlánticas. Algunos cortesanos propusieron que se ejecutase a Colón por haber violado el Tratado de Alcáçovas, pero el rey finalmente lo dejó libre. Tras esto Colón hizo vela para Andalucía.
Finalmente, el 15 de marzo la Niña arribó al puerto de Palos de la Frontera, con pocas horas de diferencia respecto a la Pinta. La Niña quedó fondeada en el entorno de la Rábida donde se alojó Colón hasta, al menos, la visita de los inquisidores. Posteriormente, Cristóbal Colón, pasó una noche de vigilia en la iglesia de Santa Clara, cumpliendo la promesa o Voto Colombino realizado en alta mar. También cumplió en Huelva con la promesa de encender una vela en el Santuario de la Cinta. A los pocos días falleció Martín Alonso Pinzón, el principal socio de Colón en este viaje, que fue enterrado probablemente en La Rábida, según era su voluntad.
Pinzón primero y Colón después enviaron separadamente noticias de su llegada a los Reyes, que se encontraban en Barcelona. En esta ciudad apareció impresa, probablemente a principios de abril, una carta de Colón anunciando el Descubrimiento dirigida a Luis de Santángel fechada a 15 de febrero, cuando todavía estaban en alta mar. Una semanas más tarde se imprimió en Roma una carta muy similar, dirigida al tesorero Gabriel (o Rafael) Sánchez y traducida al latín por Leandro de Cozco. Esta obra se difundió rápidamente por toda Europa y fue traducida al italiano y al alemán.
En abril de 1493, Colón fue recibido por los Reyes Católicos en el monasterio de San Jerónimo de la Murtra, en Badalona, cerca de Barcelona (otras versiones indican que dicho encuentro se produjo en el Saló del Tinell, en Barcelona). Colón fue designado virrey y gobernador de las Indias bajo las Capitulaciones de Santa Fe. 

### Segundo viaje (25 de septiembre de 1493-11 de junio de 1496)

Segundo viaje transatlántico de Cristóbal Colón.

El segundo viaje de Cristóbal Colón partió de Cádiz. Su objetivo fue explorar, colonizar y predicar la fe católica por los territorios que habían sido descubiertos en el primer viaje, todo ello bajo el amparo de las bulas alejandrinas que protegían los territorios descubiertos de las reclamaciones portuguesas.
De las 17 naves que participaron en este segundo viaje (tres carracas, dos naos grandes y doce carabelas), solo se conoce el nombre de unas pocas, entre las que se cuentan la Niña, participante del primer viaje, y la Marigalante o Santa María, homónima de la malograda en el primer viaje, la carabela Cardera y la carabela San Juan, de la que era piloto el roteño Bartolomé Pérez, que en el primer viaje, fuera en la Niña.
Colón y su flota descubrieron primero a las Antillas Menores del norte, incluyendo Dominica, Guadalupe, conocida por los indios caribes como Karukera («isla de las aguas hermosas»), Montserrat, Antigua, San Martín y las Islas Vírgenes.
Después de pasar por estas, Colón continuó hasta las Antillas Mayores, avistando por primera vez la costa oriental de la isla de Puerto Rico en la tarde del 17 de noviembre de 1493. La flota navegó a lo largo de la costa sur de la isla durante todo un día, antes de tocar tierra en su costa noroeste entre las ciudades de Mayagüez y Aguadilla a principios del 19 de noviembre de 1493. Al desembarcar, Colón bautizó la isla como San Juan Bautista en honor a Juan Bautista y permaneció anclado allí durante dos días, el 20 y 21 de noviembre de 1493. El miembro de la flota Diego Álvarez Chanca relata que mientras navegaban a lo largo de la costa sur de Puerto Rico, se marcharon a nado una mujer y un niño taíno, que se habían ofrecido como voluntarios para unirse a ellos a bordo en Guadalupe después de haber sido rescatados de los caribes. Después de pasar por Puerto Rico, Colón continuó hacia La Navidad en el norte de La Española en Haití.
Tras fundar la ciudad de La Isabela, el 6 de enero de 1494, dispuso el retorno a España de 12 buques de su flota, quedándose solo con las carabelas Niña —ahora llamada Santa Clara (su primitivo nombre)—, San Juan, Cardera y algunas otras. 

#### Estancia en la Española y viaje de regreso
El 14 de septiembre de 1494, en La Española, observó un eclipse lunar que le permitió calcular la diferencia de longitud con Cádiz.
En junio de 1496 Colón regresó a España a bordo de la Niña, acompañado solo de la India, el primer buque construido en las Nuevas Tierras.

### Tercer viaje (30 de mayo de 1498-25 de noviembre de 1500)

Tercer viaje transatlántico de Cristóbal Colón.

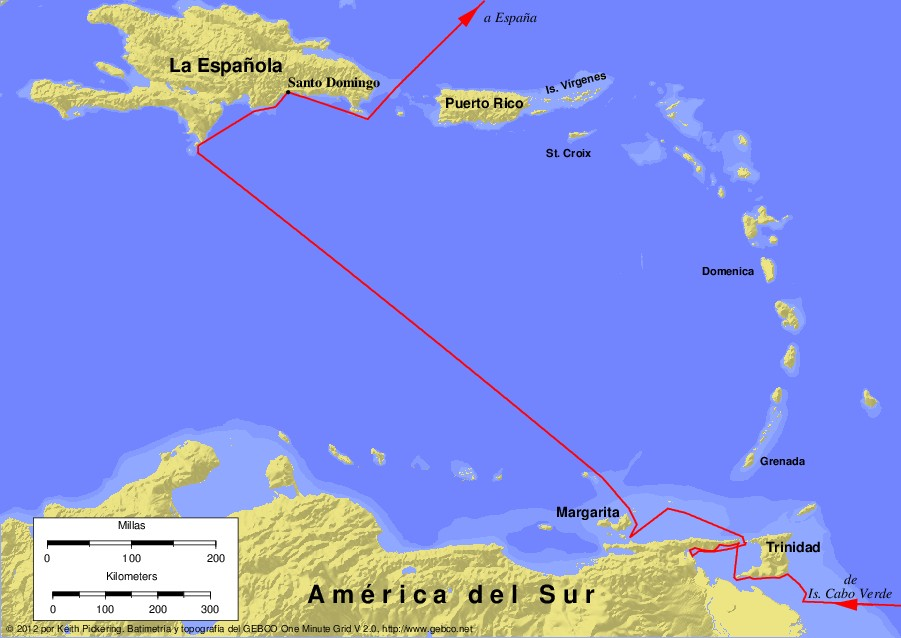
Itinerario de Cristóbal Colón en el mar Caribe en julio-agosto de 1498.

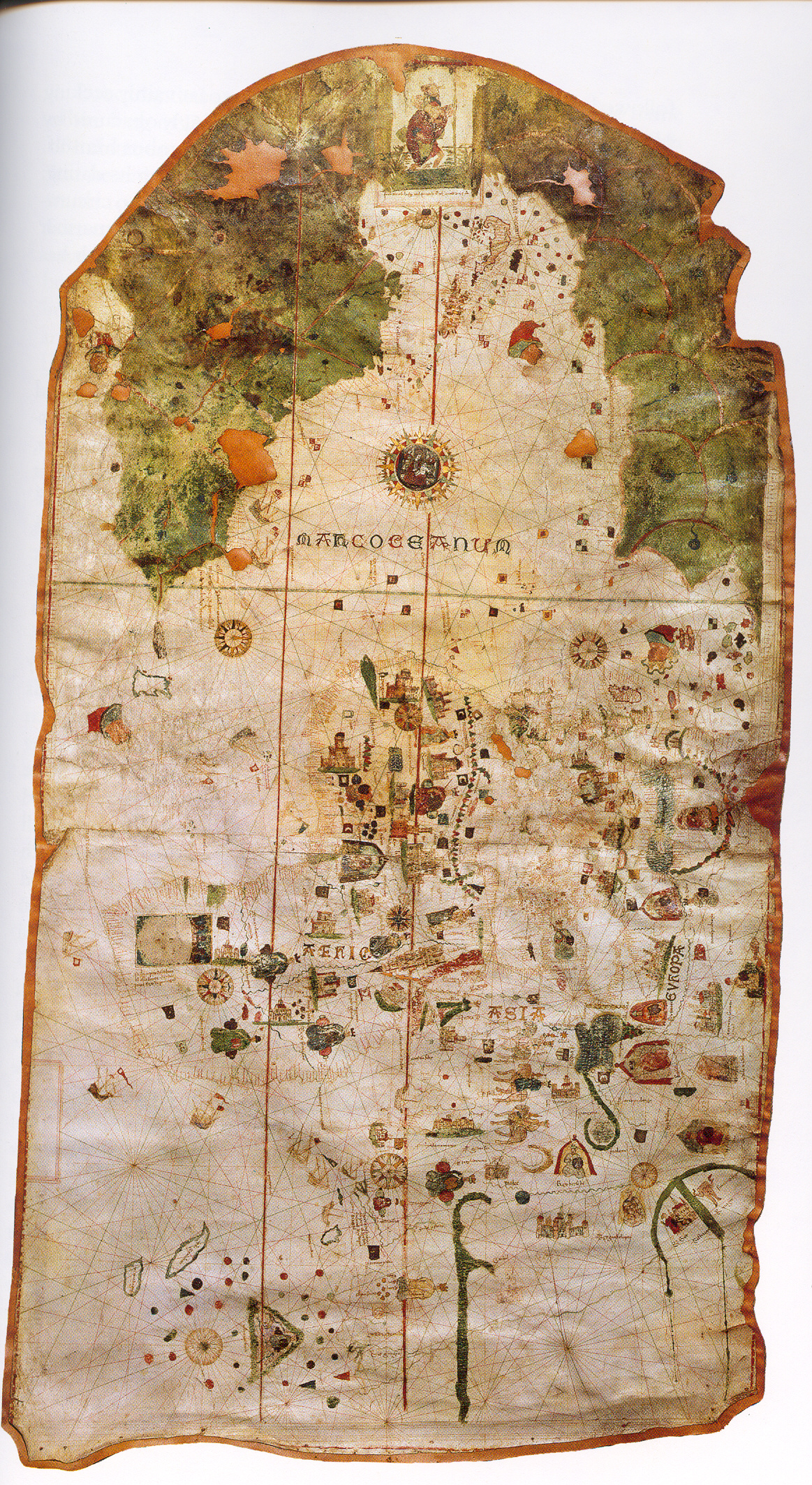
Mapamundi de Juan de la Cosa de 1500. El Nuevo Mundo aparece en la parte superior (en verde) y el Viejo Mundo en la parte central e inferior (en blanco).

En el tercer viaje, Cristóbal Colón partió desde Sanlúcar de Barrameda capitaneando seis barcos y llevando consigo a Bartolomé de Las Casas, quien después proporcionaría parte de las transcripciones de los Diarios de Colón.
La primera escala la realizó en la isla portuguesa de Porto Santo, de donde procedía su mujer. De allí partió hacia Madeira y, tras pasar por las islas de Cabo Verde, llegó el 31 de julio a la isla Trinidad.
Al día siguiente arribó por primera vez a tierra continental en la zona de Macuro, actual Venezuela. Desde el 4 al 12 de agosto exploró el golfo de Paria, el cual separa Trinidad de Venezuela. En su reconocimiento de la zona llegó hasta la desembocadura del río Orinoco, navegó por las islas de Chacachacare y Margarita y renombró Tobago («Bella Forma») y Granada («Concepción»). 
Inicialmente, describió las tierras como pertenecientes a un continente desconocido para los europeos, pero luego se retractó y dijo que pertenecían a Asia.
El 19 de agosto arribó a La Española para encontrar que la mayoría de los españoles allí asentados estaban descontentos, al sentirse engañados por Colón sobre las riquezas que encontrarían. Colón intentó repetidas veces pactar con los sublevados, los taínos y los caribes. Algunos de los españoles que habían retornado acusaron a Colón ante la corte por mal gobierno.
Colón estaba física y mentalmente exhausto, con su cuerpo afligido por artritis y sus ojos por oftalmia. En octubre de 1499, envió dos naves a España, pidiendo a la Corte designar a un comisionado real para ayudarlo a gobernar. Para entonces, las acusaciones de tiranía e incompetencia de Colón como gobernador habían llegado a la Corte. 

#### Pesquisa de Bobadilla
Los reyes enviaron a La Española al administrador real Francisco de Bobadilla, miembro de la Orden de Calatrava, el cual llegó a la isla el 23 de agosto de 1500.
Bobadilla, quien fue gobernador hasta 1502, cuando falleció debido a una tormenta, también había recibido el encargo de investigar las acusaciones de brutalidad hechas contra Colón. Al llegar Bobadilla a Santo Domingo, mientras Colón estaba ocupado fuera de la ciudad, fue recibido con quejas contra los tres hermanos Colón: Cristóbal, Bartolomé y Diego. Un informe de Bobadilla descubierto en 2006 en el Archivo General de Simancas asevera que Colón frecuentemente usaba la tortura y la mutilación para gobernar La Española. El informe, de 48 páginas, contiene testimonios de 23 personas, incluyendo enemigos y partidarios de Colón, acerca del trato de Colón y sus hermanos a los súbditos coloniales durante sus siete años de mandato.
De acuerdo con este informe, una vez Colón castigó a un hombre culpable de robar maíz haciéndole cortar las orejas y la nariz, para venderlo luego como esclavo. En otra ocasión felicitó a su hermano Bartolomé por «defender a la familia» cuando este último ordenó que una mujer fuera forzada a desfilar desnuda en público y que su lengua fuera cortada por sugerir que Colón era de baja cuna. Para controlar el descontento y revuelta de los nativos, Colón ordenó una represión brutal en la que los nativos fueron asesinados y luego sus cuerpos desmembrados desfilados por las calles. «El gobierno de Colón se distinguió por una forma de tiranía», afirma Consuelo Varela Bueno, historiadora española que estudió y publicó documentos. «Incluso quienes lo admiraban [a Colón] tuvieron que admitir las atrocidades que habían ocurrido».
Bartolomé de las Casas escribió que al llegar él a La Española en 1508 había, contados todos los indios, más de 60 000 personas viviendo en la isla, de modo que de 1494 a 1508 alrededor de tres millones de indios habrían muerto en las guerras, a causa de la esclavitud o el trabajo en minas, y concluía exclamando: «Esto ¿quién lo creerá de los que en los siglos venideros nacieren? Yo mismo que lo escribo y vio y sé lo más dello, ahora me parece que no fue posible». Las cifras de muertos dadas por Las Casas han sido consideradas inverosímiles por los historiadores estadounidenses John Tate Lanning y Philip Wayne Powell, el argentino Enrique Díaz Araujo y la española Elvira Roca Barea. Estudios demográficos como los realizados en el México colonial por Sherburne F. Cook a mediados del siglo XX sugirieron que el descenso en los primeros años de la conquista fue realmente drástico, oscilando entre el 80 y el 90%, debido a muchas causas diferentes pero todas ellas, en última instancia, atribuibles a la llegada de los europeos. La causa principal y abrumadora fue la enfermedad introducida por los europeos. Diversos historiadores también han señalado que la exageración y la inflación de las cifras era la norma en los relatos del siglo XVI, y tanto los detractores como los partidarios contemporáneos de Las Casas eran culpables de exageraciones similares.
El gobierno de los hermanos Colón en La Española no cumplió las expectativas de los Reyes Católicos. Desde un primer momento fue clara la posición de la propia reina Isabel I de Castilla en la defensa de la igualdad de los indios, sus súbditos del Nuevo Mundo, y los españoles, sus súbditos del Viejo Mundo. Las agresiones a indígenas y la venta de algunos como esclavos era un desobediencia de las órdenes expresas de la reina Isabel la Católica, que había dejado clara su voluntad de que se tratara a los indígenas como súbditos de Castilla, y por lo tanto, como hombres libres. Lo que acabaría con la paciencia de la Corona española fue el informe de Mosén Margarit en las cortes donde expuso crímenes de Cristóbal Colón, quien fue acusado de ser un mal administrador y un líder autoritario, además de comprobarse que personalmente habría capturado 1600 indígenas (de los cuales 400 fueron liberados, pero evidenciando un miedo a los conquistadores españoles que entristecería y enojaría a Isabel la Católica).

#### Prisión y retorno a España
Por este motivo, Bobadilla detuvo a Colón y a sus hermanos y los embarcó hacia España. Colón rehusó que se le quitaran los grilletes en todo su viaje a España, durante el cual escribió una larga carta a los Reyes Católicos. Al llegar a España, el 25 de noviembre de 1500, Colón y sus hermanos pasaron seis semanas en prisión antes de que el rey Fernando ordenara su liberación. Luego de poco tiempo, el rey y la reina llamaron a Colón y sus hermanos al palacio de la Alhambra en Granada. Allí, los monarcas escucharon las súplicas de los hermanos, les devolvieron su libertad y riquezas, y luego de mucha persuasión, aceptaron financiar el cuarto viaje de Colón. Sin embargo, Colón nunca llegó a recuperar su rol de gobernador, que en ese momento fue asumido por Nicolás de Ovando y Cáceres, nuevo gobernador de las Indias Occidentales.
Fue tal la mala fama en la que cayó Colón ante la monarquía, que la sociedad española trató con despecho a los hijos y familiares de Colón cuando caminaban por las calles, sobre todo por quienes estaban emparentados con los exploradores españoles que habían perdido la vida o caído en desgracia por los viajes a América, acusando a Colón y compañía de ser «personas injustas, enemigos crueles y causantes de derramamiento de sangre española».

«¡Ahí van los hijos del almirante de los mosquitos, el que ha descubierto las tierras de la vanidad y la ilusión, la tumba y la ruina de los caballeros castellanos!»

#### Los viajes menores o andaluces
Pese a la intención del almirante Colón de reservarse el monopolio de la conquista y colonización de las tierras a las que había llegado, la Corona no tenía esas ideas. De esta forma capituló las condiciones de nuevos viajes, cuyo objetivo era descubrir tierras desconocidas para los europeos y en ningún modo colonizarlas.
Estos viajes se desarrollaron a partir de 1499 y entre ellos cabe destacar los siguientes:
- Alonso de Ojeda y Juan de la Cosa en 1499, en el cual participó Américo Vespucio, cuyo nombre daría, a la postre, la denominación al continente. Llegaron hasta la actual Venezuela y recogieron noticias sobre riquezas. Estas noticias fueron investigadas por otros marinos, que al final encontraron depósitos de perlas.
- En el mismo año, 1499, Vicente Yáñez Pinzón se convirtió en el primer europeo en llegar al cabo de Consolación, el extremo oriental de Brasil.[275][276] Volvió a la península el 30 de septiembre de 1500 con un cargamento de una madera muy cotizada denominada palo brasil. En una nueva capitulación, firmada con el rey Fernando, el 5 de septiembre de 1501,[277] lo nombró capitán y gobernador de Santa María de Consolación hasta la desembocadura del río Amazonas, pero no volvió a la zona.

Estos viajes aportaron gran información a la Corona.

### Cuarto viaje (3 de abril de 1502-7 de noviembre de 1504)

Cuarto viaje transatlántico de Cristóbal Colón.

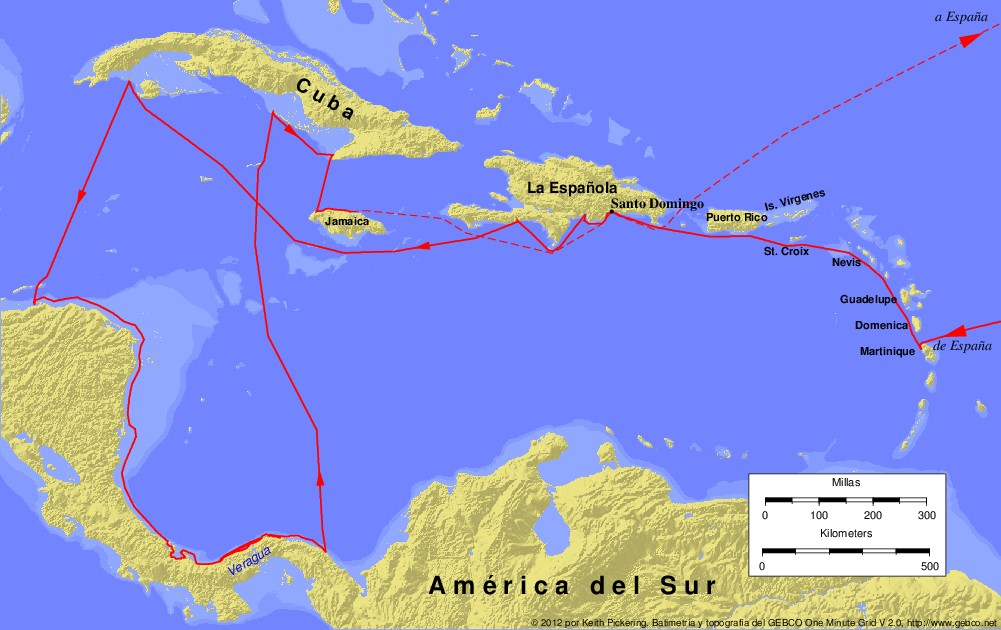
Cuarto viaje de Cristóbal Colón en el mar Caribe.

Entre 1500 y 1502 Colón, sintiéndose acosado por sus enemigos, lanzó una operación de imagen. En 1501, su amigo Pedro Mártir redactó la que se puede considerar la «biografía oficial» del Almirante. El año siguiente, Colón legó el 10 % de sus rentas a la ciudad de Génova para ganarse su favor mientras mercaderes genoveses aportaron la financiación necesaria para un nuevo viaje de exploración a las Indias.
El cuarto y último viaje transocéanico de Cristóbal Colón comenzó oficialmente el 3 de abril de 1502, cuando sus cuatro naves partieron de Sevilla para atracar aguas abajo, en la Puebla Vieja.   Colón se quedó en Sevilla para asuntos de municiones y tripulación mientras los navíos, al mando de su hermano Bartolomé, aguardaban en Cádiz. Zarparon el 11 de mayo. El 25 de mayo hicieron escala por Gran Canaria y, tras una travesía de 21 días por el Atlántico, llegaron al Caribe, recalando en una bahía de La Española a pesar de que los Reyes le habían prohibido expresamente atracar en la isla. 
Colón exploró las costas de las actuales Honduras, Nicaragua, Costa Rica y Panamá. En octubre de 1502, llegó a la Bahía de Chirqui (Panamá), creyendo ver el paso hacia las Indias, el mítico Paso Occidental. Los indígenas le hablaron de un paso para llegar al Gran Océano (océano Pacífico). Colón no se adentró en la selva para buscarlo. El 5 de diciembre de 1502 renunció a la búsqueda del Paso Occidental, dirigiéndose a Veragua (Panamá) donde encontró oro en los torrentes que bajaban de las montañas, aconsejado por su hermano Bartolomé. En abril de 1503, tras cuatro meses en Veragua, fundaron el asentamiento de Belén, de 80 personas, al mando de su hermano Bartolomé y su escribano Diego Méndez. El 6 de abril de 1503 los guaraníes atacaron Belén en una proporción de 10 a 1 a favor de los indígenas. Pese a la superioridad tecnológica española (arcabuces contra flechas y macanas), tuvieron que abandonar el asentamiento y hacerse a la mar, hacia el norte.
Con la madera de los cascos de los barcos podrida y entrando agua constantemente, sufrieron la cuarta tormenta del viaje, encallando los barcos en Jamaica. Con los restos del naufragio, hicieron un campamento en la playa. Ante la certeza de que nadie les iba a rescatar (ningún barco arribaba a Jamaica desde 1494) Colón confió en su escribano, Diego Méndez, para una misión casi suicida: Ir a La Española en una canoa y recabar ayuda de su Gobernador, Nicolás de Ovando.
Tras 5 días de travesía entre Jamaica y La Española, arribaron a la isla, donde su Gobernador, en lucha contra los nativos, rehusó ayudar a Colón y retuvo a Diego Méndez durante meses. Mientras tanto, en Jamaica, hubo un motín encabezado por los hermanos Porras contra el mando de un ya enfermo y artrítico Colón, que fracasó en principio al no poder abandonar Jamaica.
El 29 de febrero de 1504 hubo un eclipse lunar que predijo Colón y que asustó a los asustados indígenas jamaicanos, que le hicieron ofrendas. Sin embargo, solo ganó algo de tiempo, pues a través de un emisario mandado, Nicolás de Ovando le hizo llegar su negativa a enviar un rescate.
Tras ocho meses de espera, el 11 de septiembre de 1504, un enfermo y agotado Colón y su hijo Hernando lograron reembarcar en Jamaica con destino la Española, en un barco conseguido por Diego Méndez. Colón tuvo que pagar su pasaje. El viaje duró 45 días, frente a los 5 que había tardado Diego Méndez en una canoa, debido a las adversas condiciones de la mar.
110 de los 145 miembros de la expedición sobrevivieron, aunque muchos de ellos, exhaustos, renunciaron a volver a Castilla y se quedaron en La Española.
En este último viaje por las Antillas Mayores, Colón descubrió las islas llamadas actualmente Caimán Brac y Pequeño Caimán (pues Colón nunca vio la isla de Gran Caimán), que recibieron el nombre de Las Tortugas. Se les dio ese nombre por la gran cantidad de tortugas que había en ellas y en sus alrededores. Regresó en 1504 a Sanlúcar de Barrameda sin cumplir ninguno de sus principales objetivos.

## Otras facetas

### Cartógrafo
Aunque no se conserva ningún mapa firmado por Colón, varios indicios apuntan a que sí dibujó algunos mapas. Las Casas y otros autores del siglo xvi afirman que Colón se ganaba la vida ocasionalmente haciendo cartas náuticas. Las Casas también relata que, navegando a lo largo de Cuba en 1492, Colón iba dibujando un mapa de la costa. En la correspondencia entre Colón y los reyes se mencionan varias veces mapas de las nuevas tierras que los soberanos reclaman o que Colón afirma haber enviado. También consta que Alonso de Ojeda tuvo acceso a un mapa de las costas continentales sudamericanas realizado por Colón (o por alguien a su servicio) durante su tercer viaje.
Hacia 1501 Colón afirmó en una carta saber dibujar planisferios terrestres:

nuestro señor (...) me dio (...) engenio en el anima e manos para debusar espera y en ella las çibdades ryos y montañas yslas y puertos todo en su propio sytio.
Carta de Colón a los Reyes incluida en el Libro de las Profecías

|                                               |
| Bosquejo de la costa noroeste de la Española. |

|                                 |
| Mapamundi conservado en la BNF. |

### Religión y misticismo
Colón mencionaba a menudo a Dios, estaba imbuido de mesianismo, confiaba en la justicia divina y en al menos una ocasión afirmó que se le había aparecido la divinidad. En 1501 comenzó a redactar su Libro de las Profecías con ayuda del fraile Gaspar Gorricio. En él Colón predijo, entre otras cosas, que el fin del mundo ocurriría en el año 1657.

## Testamento

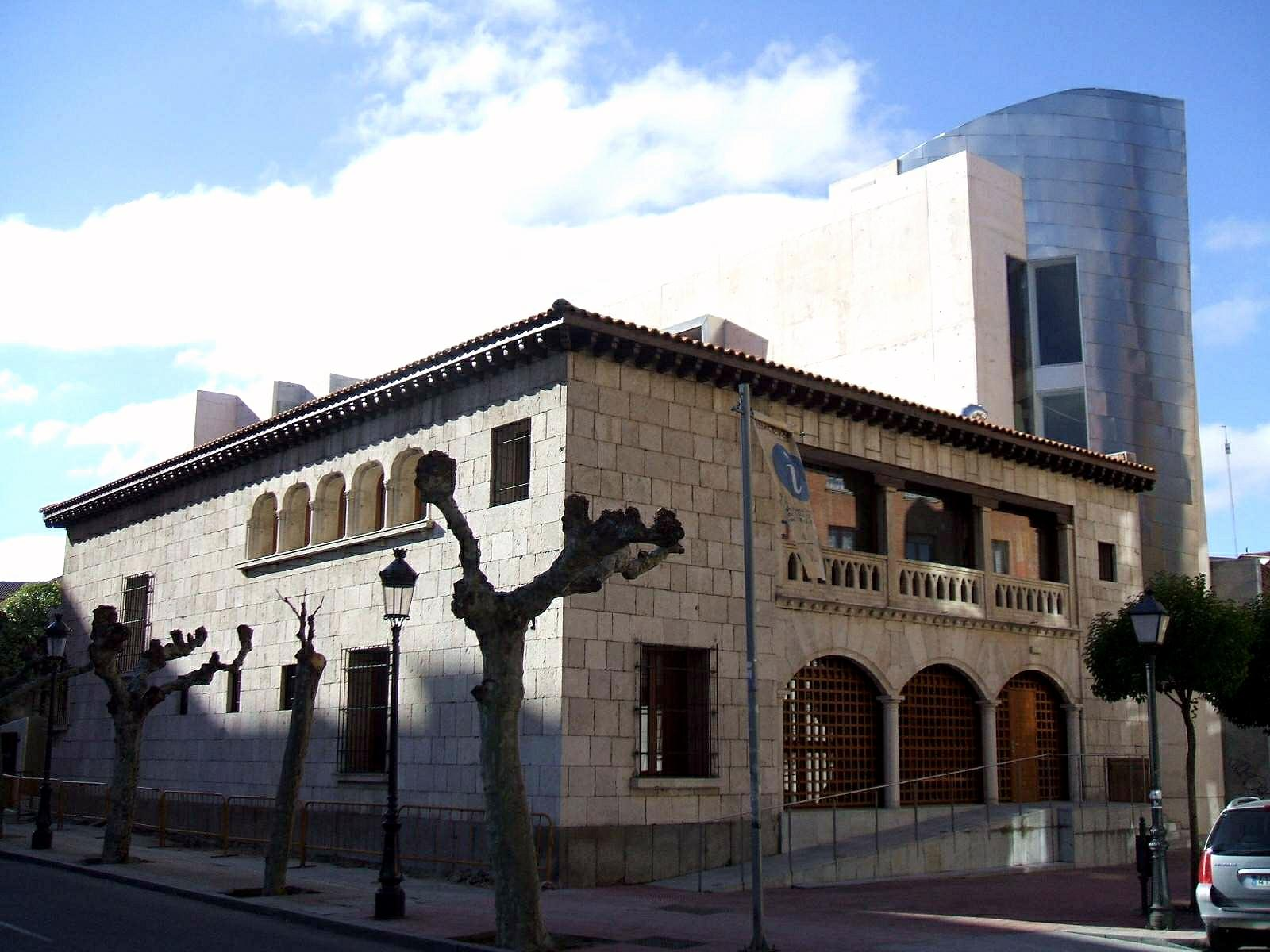
Casa Museo de Colón en Valladolid.

El 19 de mayo de 1506, un día antes de su muerte en Valladolid, Cristóbal Colón redactó su testamento ante Pedro de Inoxedo, escribano de cámara de los Reyes Católicos. Dejó como testamentarios y cumplidores de su última voluntad a su hijo Diego Colón, a su hermano Bartolomé Colón y a Juan de Porras, tesorero de Vizcaya.
En ese documento Colón, que se autotituló almirante, virrey y gobernador de las islas y tierra firme de las Indias descubiertas y por descubrir, estableció lo siguiente:

Yo constituí a mi caro hijo don Diego por mi heredero de todos mis bienes e ofiçios que tengo de juro y heredad, de que hize en el mayorazgo, y non aviendo el hijo heredero varón, que herede mi hijo don Fernando por la mesma guisa, e non aviendo el hijo varón heredero, que herede don Bartolomé mi hermano por la misma guisa; e por la misma guisa si no tuviere hijo heredero varón, que herede otro mi hermano; que se entienda ansí de uno a otro el pariente más llegado a mi linia, y esto sea para siempre. E non herede mujer, salvo si non faltase non se fallar hombre; e si esto acaesçiese, sea la muger más allegada a mi linia.

De donde se entiende que tiene dos hijos, Diego y Fernando, y que el heredero es el primogénito, al haber instituido mayorazgo. Manifiesta asimismo que doña Beatriz es la madre de Fernando, lo que atestigua que nunca se casaron.
En el testamento Colón se quejó de la pequeña cantidad —un cuento (millón) de maravedíes— que los Reyes Católicos habían puesto en 1492 para la empresa del descubrimiento, debiendo él mismo contribuir con capital para el viaje. No obstante, es falso el mito inventado por su hijo Hernando y propagado por Bartolomé de las Casas de que Colón muriese pobre. Su situación económica al final de su vida era la de un millonario, con rentas anuales estimadas en unos 8.000 pesos (unos cuatro millones de maravedíes).

## Fallecimiento, entierro y posteriores traslados

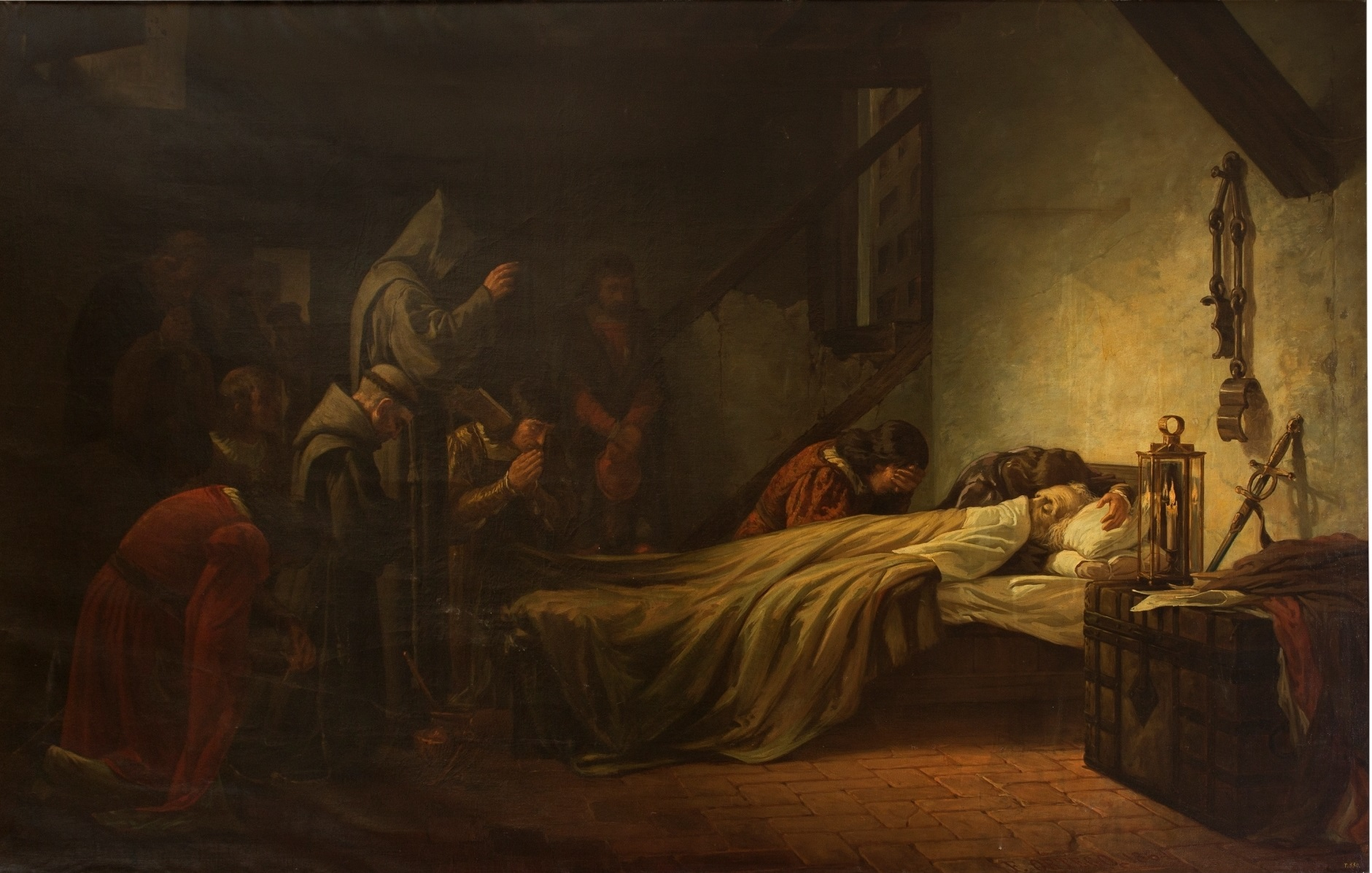
Muerte de Cristóbal Colón en una pintura de mediados del de Francisco Ortego que forma parte de la colección del Museo del Prado.

Cristóbal Colón falleció en Valladolid, el 20 de mayo de 1506, presumiblemente por complicaciones derivadas de una gota o una artritis padecida durante años. Tras su muerte, su cuerpo fue tratado con un proceso llamado descarnación, mediante el cual se quitaba toda la carne de los huesos para la mejor conservación del cadáver.
Se lo enterró inicialmente en el Convento de San Francisco en Valladolid y, posteriormente, sus restos fueron trasladados a la capilla de Santa Ana del Monasterio de la Cartuja en Sevilla en 1509. Se encargó del traslado el mercader florentino Simón Verde, amigo de la familia.
En 1523, por deseo de su hijo Diego Colón, este dispuso en su testamento que tanto sus restos como los de su padre fueran trasladados y enterrados en la catedral de Santo Domingo.
Los trámites relacionados con el cumplimiento de la voluntad testamentaria de Diego Colón estuvieron a cargo de su viuda, la virreina María Álvarez de Toledo y Rojas, quien a través de los buenos oficios de la reina Isabel, solicitó y obtuvo del rey Carlos I de España la autorización para que en la capilla mayor de la catedral de Santo Domingo fueran trasladados y enterrados Cristóbal y Diego Colón. María, el 2 de junio de 1537, amplió el derecho a favor de su hijo Luis Colón.

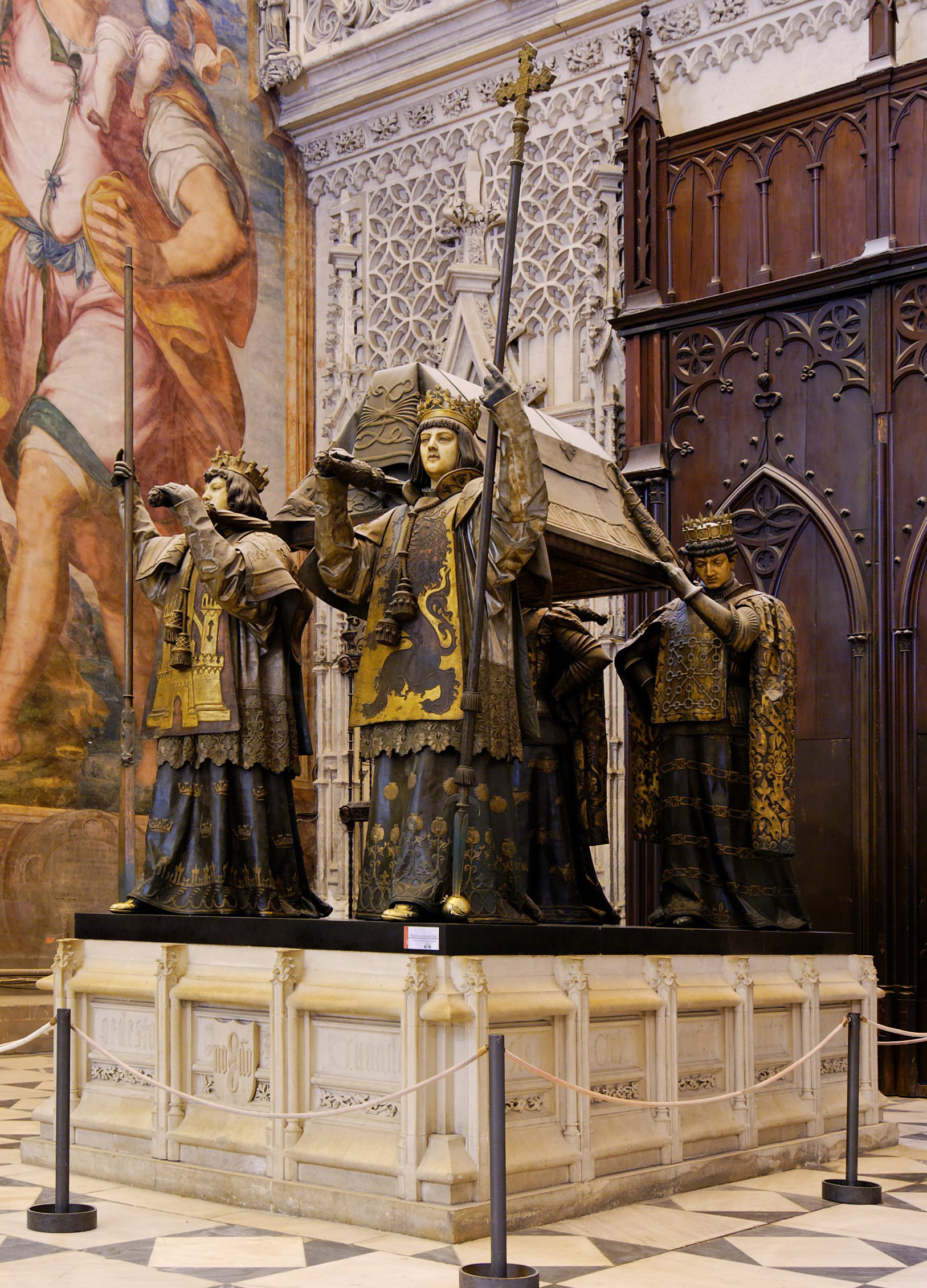
Tumba de Cristóbal Colón. Catedral de Sevilla.

Existen discrepancias sobre la fecha exacta en que María de Toledo trasladó los restos, ya que en 1536 la virreina solicitó a los monjes del monasterio cartujo de Santa María de la Cuevas de Sevilla la entrega de los restos de ambos almirantes, otras fuentes mencionan que el traslado de los restos se efectuó antes de 1539 y otras, que la virreina María Álvarez de Toledo los llevó consigo en su regreso a Santo Domingo el 8 de agosto de 1544.
Lo que resulta indubitable es que en 1548, cuando María redactó su testamento, los restos de ambos personajes ya estaban en la dicha catedral, ya que María pidió que su cuerpo no fuera enterrado en la misma sepultura de su marido Diego sino debajo de él, en el suelo de la capilla, junto al presbiterio del altar mayor.
Los restos mortales de Cristóbal Colón permanecieron sepultados en Santo Domingo por más de dos siglos.
Tras la conquista de la isla de Santo Domingo en 1795 por los franceses, se trasladaron a La Habana y, tras la guerra de independencia cubana en 1898, sus restos fueron trasladados a bordo del crucero Conde de Venadito hasta Cádiz y desde allí hasta Sevilla por el aviso Giralda con destino a la catedral de Sevilla, donde reposan en un suntuoso catafalco.

### Discusiones sobre su enterramiento

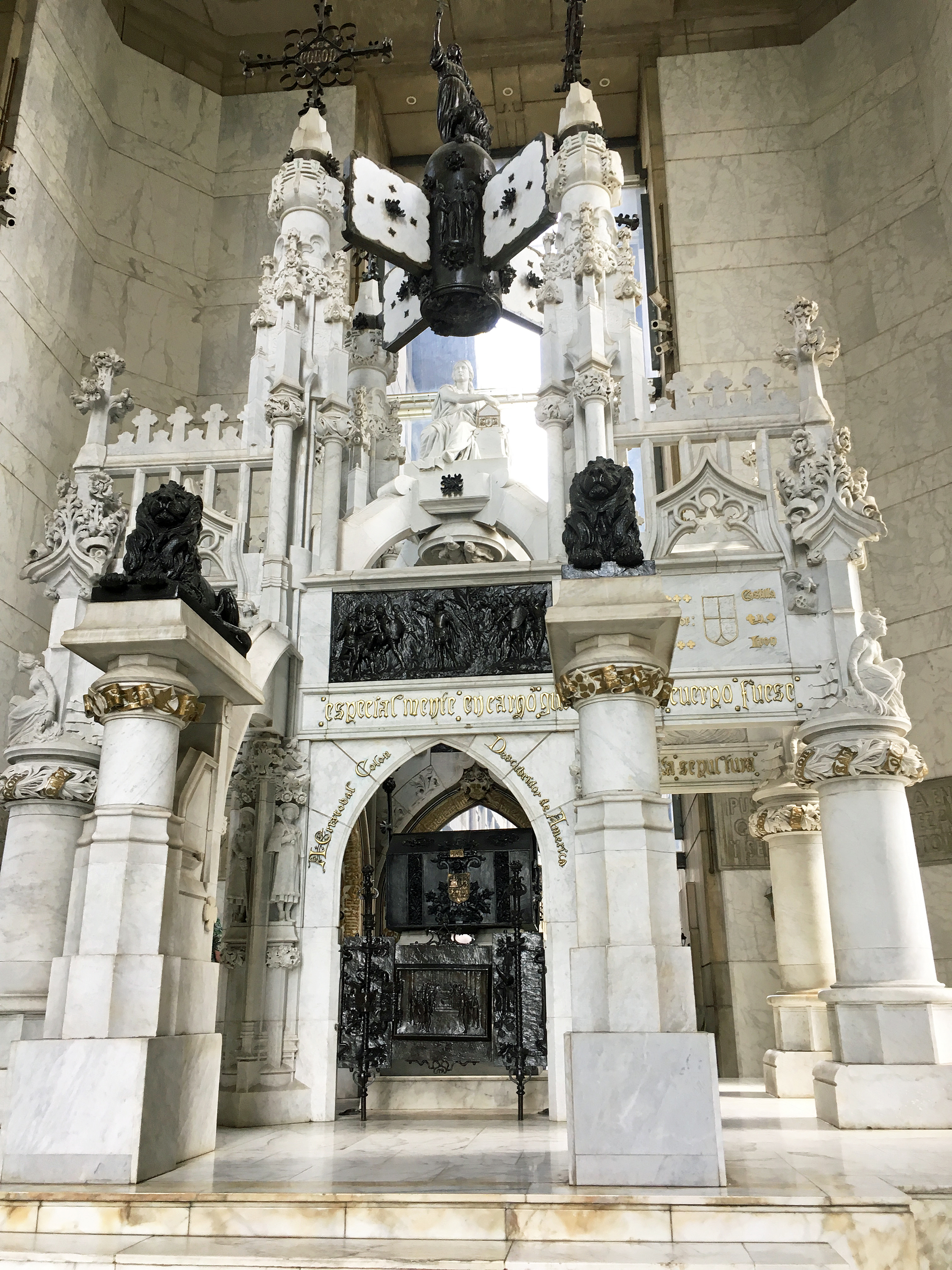
Tumba de Colón localizada en el Faro a Colón en Santo Domingo Este, República Dominicana.

Posteriormente, se produjo una controversia sobre el destino final de los restos de Cristóbal Colón, tras aparecer en 1877, en la catedral de Santo Domingo, una caja de plomo que contenía fragmentos de huesos y que llevaba una inscripción donde se leía «Varón ilustre y distinguido Cristóbal Colón». Esos restos permanecieron en la catedral de Santo Domingo hasta 1992, año en el que fueron trasladados al Faro a Colón, un monumento faraónico construido por la República Dominicana para homenajear y conservar los restos que se suponen también de Colón.
Al parecer, en el momento de exhumar el cuerpo de la catedral de Santo Domingo no estuvo muy claro cuál era exactamente la tumba de Cristóbal Colón, debido al mal estado de las tumbas, con lo que resulta al menos probable que solo se recogieran parte de los huesos, quedando la otra parte en la catedral de Santo Domingo. Todavía faltan estudios que sean más concluyentes al respecto.
Para averiguar cuáles eran los verdaderos restos se propuso tomar muestras de ADN de ambos esqueletos: el de Sevilla y el de Santo Domingo. Los estudios debían acabar en mayo del año 2006, pero en enero de 2005 las autoridades dominicanas pospusieron la apertura de la tumba. En el estudio preliminar se detectó una probable vinculación filial entre los huesos enterrados en la catedral de Sevilla y los de su hijo Diego.
El 1 de agosto de 2006, el equipo de investigación dirigido por José Antonio Lorente, médico forense y director del Laboratorio de Identificación Genética de la Universidad de Granada, que estudió los restos óseos atribuidos al almirante que están en la catedral de Sevilla desde 1898, confirmó que «sí son los de Cristóbal Colón». Esta afirmación está basada en el estudio del ADN comparado con el de su hermano menor Diego y con los de su hijo Hernando.
Según los estudios del equipo de investigación, se determinó que Cristóbal Colón era 

«Varón, de entre 50 y 70 años, sin marcas de patología, sin osteoporosis y con alguna caries. Mediterráneo, medianamente robusto y de talla mediana.»

Todavía se espera que las autoridades de la República Dominicana permitan el estudio de los restos atribuidos al Almirante que están en ese país, lo cual permitiría completar la historia en torno a esta cuestión. Pero este estudio ya no es determinante para identificar los restos del descubridor.
En 2024, la Universidad de Granada confirmó la autenticidad de los restos de Colón expuestos en la catedral de Sevilla, según detalló el forense José Antonio Lorente.

## Posteridad

### Linaje familiar

Escudo de armas concedido en 1493 por los Reyes Católicos a Cristóbal Colón.

Escudo usado motu proprio por la Casa de Colón a partir de 1502.

El 20 de mayo de 1493 los reyes le concedieron a Colón una ampliación de su escudo de armas primitivo:

El Castillo de color dorado en campo verde, en el cuadro del escudo de vuestras armas en lo alto a la mano derecha; y en el otro cuadro alto a la mano izquierda un León de púrpura en campo blanco rampando de verde, y en el otro cuadro bajo a la mano derecha unas islas doradas en ondas de mar, y en el otro cuadro bajo a la mano izquierda las armas vuestras que soliades tener. Las cuales armas serán conocidas por vuestras, e de vuestros fijos e descendientes para siempre jamás.

El escudo concedido por los reyes fue modificado pronto por los Colón, si bien estas alteraciones fueron hechas motu proprio. Así en 1502 se imprimió un nuevo escudo en la portada del Libro de los Privilegios. Este presenta las siguientes diferencias con el escudo oficial: las armas del primer y segundo cuartel fueron modificadas para representar las del Reino de Castilla y las del Reino de León, las islas del tercer cuartel fueron modificadas acompañándolas de una «tierra firme» en punta, con el fin de añadir las nuevas tierras continentales ya descubiertas, y el cuarto cuartel colocaron cinco anclas para señalar su dignidad de Almirante, pero no derechas, sino tumbadas hacia la derecha; las armas primitivas, las que «soliades tener» según el decreto real, fueron trasladadas a un «entado» inferior.

### Formación del mito

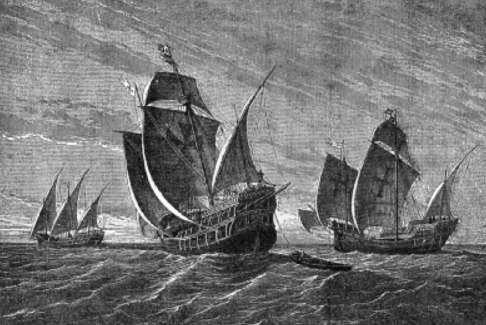
Las embarcaciones del primer viaje de Colón, en un grabado del alemán Gustav Adolf Closs de 1892

En los siglos XVI y XVII, coexistieron varias visiones de Colón. Una de ellas, favorecida por la Monarquía Hispánica, fue la visión providencialista que veía a Colón como el instrumento escogido por Dios para revelar el Nuevo Mundo a la Humanidad (europea) y ponerlo en manos de los Reyes Católicos. El máximo exponente de esta visión fue Antonio de Herrera, quien se basó en la biografía escrita por Hernando Colón y en los manuscritos no publicados de Bartolomé de las Casas. De esta época data también la primera gran obra teatral dedicada al personaje, creada por Lope de Vega, en la que se lo presenta como un enviado de Dios. En las potencias rivales de España, por el contrario, se achacaba el descubrimiento colombino a mera buena suerte (por ejemplo el británico Daniel Defoe en 1725)[cita requerida] o se cargaban las tintas sobre los crímenes perpetrados por Colón contra los indígenas (el francés abate Raynal, 1770).
En 1777, el escocés William Robertson introdujo una perspectiva nueva: la de Colón hombre de ciencia, un genio adelantado a su tiempo. Robertson creía en la visión de la historia propuesta por autores escoceses anteriores como Adam Smith, que afirmaban que toda sociedad humana avanza pasando por una serie de niveles de civilización, del más primitivo de cazador al de la ganadería, luego al de la agricultura y por fin al «comercial». Para Robertson, Colón había sido la culminación de una serie de exploraciones que llevaron a Europa de la fase agrícola a la fase comercial de la Historia. Esta visión heroica e ilustrada de Colón tuvo gran acogida en los recién independizados Estados Unidos, que la fusionaron con la figura femenina de la Libertad para dar lugar a Columbia, una personificación que se convirtió en uno de los símbolos de la nueva república así como en el nombre del distrito de la capital federal en 1791.
El historiador español Martín Fernández de Navarrete publicó en 1825 el primer volumen de una colección de documentos de archivo esenciales para comprender la realidad de Colón, sus viajes y el descubrimiento de América en general. El embajador estadounidense en España contrató al escritor Washington Irving para traducir la obra de Navarrete al inglés. Sin embargo, Irving prefirió componer a partir de esas informaciones una historia novelada, proyectando sobre Colón los ideales del descubridor de la era del romanticismo, personificados por aquel entonces en Alexander von Humboldt. Para ello Irving no dudó en añadir episodios inventados cuando le convenía, por ejemplo, un inexistente debate en Salamanca entre el «científico» Colón y unos religiosos oscurantistas que defendían que la Tierra era plana; o en denigrar a los tripulantes y compañeros de Colón, a los que tachaba de «chusma disoluta». La obra de Irving fue un enorme éxito de ventas, traduciéndose a seis otros idiomas incluido el español, y definió la visión de Colón que perduró hasta al menos mediados del siglo XX, y se reflejó en producciones cinematográficas como 1492, la Conquista del Paraíso.

### Legado

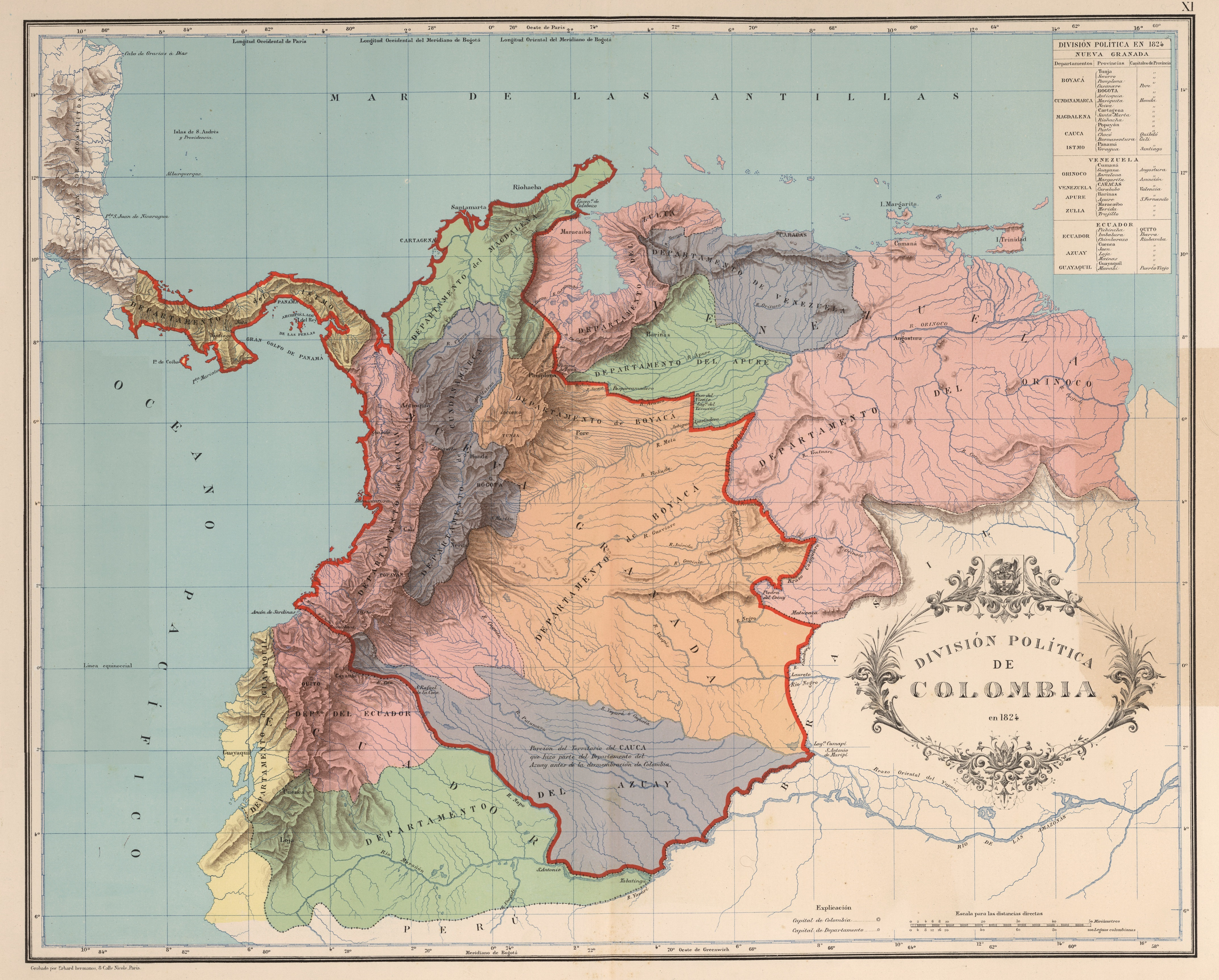
Colombia o «tierra de Cristóbal Colón», país nombrado en honor al Descubridor.

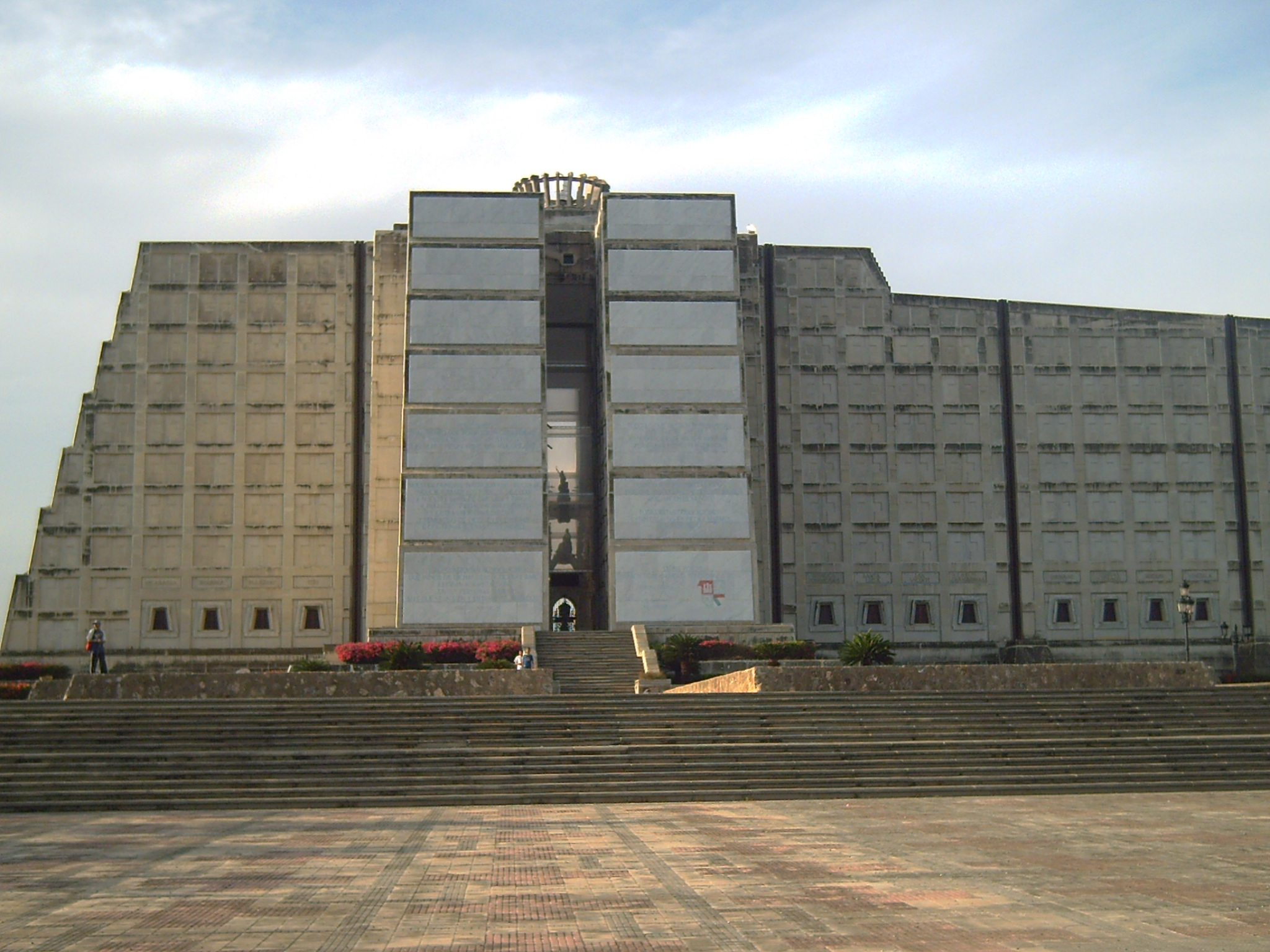
Faro en homenaje a Cristóbal Colón en Santo Domingo.

#### El juicio histórico
A raíz de la revolución que supuso el descubrimiento de América capitaneado por Cristóbal Colón, su figura y su nombre, así como sus variantes, aparecen en numerosos lugares y también en las artes, la cultura y la educación. Un país, estados, ciudades, escuelas, calles y parques llevan su nombre, así como es homenajeado por esculturas y monumentos, de modo que la figura de Colón se ha convertido en un icono mundial. Sobre su vida se han escrito novelas, cuentos, se han compuesto piezas musicales y obras dramáticas tanto en teatro como en cine. Hubo un intento desde la jerarquía católica de canonizarlo como «propagador de la fe».
La admiración prácticamente unánime de Cristóbal Colón durante el siglo XIX, alcanzó su culminación en 1892, cuando se conmemoraba el IV Centenario de su viaje inaugural, entendido en el contexto de la Segunda revolución industrial y el auge del colonialismo, como un hito de la civilización. Las pocas voces críticas evitaban centrarse en su figura, y cargaban los males de la conquista en españoles y portugueses (en menor medida franceses e ingleses), presentando a Colón como un explorador y adalid del pensamiento científico. En relación con esta idea, se afianzó el mito de la creencia medieval de una Tierra Plana, la cual Colón habría desafiado con su viaje.
En el siglo XX, esta unanimidad en la admiración de Colón desapareció cuando sus acciones fueron puestas en relación con los procesos históricos que desencadenaron, en especial la Conquista de América. Por tal razón algunos investigadores y divulgadores históricos cuestionaron a Colón como un representante del eurocentrismo y el imperialismo cultural, otros prefirieron destacar que, como hombre de su tiempo, actuaba de acuerdo a valores y un sistema de creencias que son diferentes a los de siglos posteriores.

#### Conmemoraciones
En diferentes países se conmemora el desembarco colombino en América el 12 de octubre de 1492, una iniciativa que se formuló en torno a las celebraciones del IV Centenario del Descubrmiento. En España se ha adoptado esta fecha como Fiesta Nacional de España (hasta 1987 llamado también Día de la Hispanidad), diferentes países de Hispanoamérica lo celebran, o celebraron, con el nombre de Día de la Raza en el contexto de afirmación de la identidad de comienzos del siglo XX. De este modo lo adoptaron como parte de su calendario de fiestas cívicas la Argentina (pionera desde 1917 y hasta 2010 cuando cambió de nombre), Venezuela (entre 1921 y 2002), México (desde 1928) y Chile (desde 1931). En los Estados Unidos el 12 de octubre se conmemora con el nombre de Columbus Day.

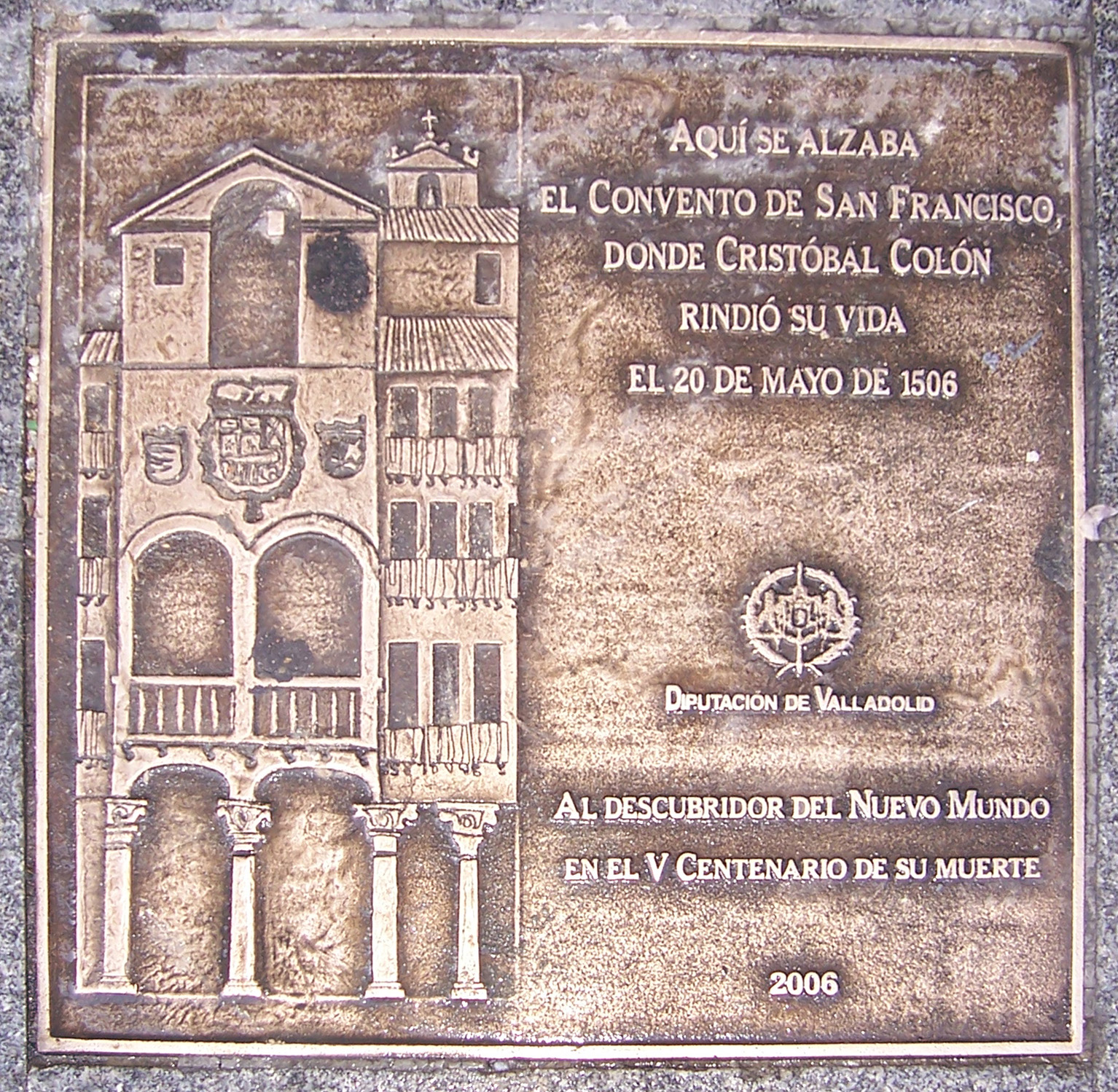
Placa en homenaje a Cristóbal Colón en el V Centenario de su muerte. Está puesta en la pared de un moderno edificio que ocupa el lugar donde antaño estuvo el convento de franciscanos en Valladolid.

El auge de los movimientos de liberación nacional a partir de los años 1960 y 1970, la aparición de nuevos conceptos antropológicos sobre la cultura y la civilización, la crítica al colonialismo y al neocolonialismo y la emergencia de una historiografía basada en el estudio de los procesos sociales, antes que en acontecimientos, y en el protagonismo colectivo, más que el individual llevaron a cuestionar la idea de «descubrimiento» y las propias acciones de Colón, en especial como quien dio comienzo a la conquista de América. Superadas las ideas sesgadas de Leyenda Negra y Leyenda Rosa, hacia el V Centenario aparecieron dos visiones acerca de este proceso. Una de ellas se centró en los desarrollos posteriores y prefirió considerar al mismo como un «encuentro», no exento de conflictos, entre dos mundos, durante el mismo, que comenzó con Colón, se completó el conocimiento del mundo y se sentaron las bases de una civilización global interconectada por el comercio y la cultura. La otra consideraba que los procesos de dominación colonial se encontraban aún vigentes tanto desde el mundo desarrollado como en el interior de las sociedades poscoloniales y que el desprecio por los pueblos indígenas en América y Europa y la asimetría en las relaciones entre el mundo desarrollado y el Tercer Mundo, eran la consecuencia de lo acaedido desde el 12 de octubre de 1492; para esta interpretación, por lo tanto, «no hay nada que festejar» y la fecha debe conmemorarse antes que celebrarse.
Mientras que la Celebración del IV Centenario en 1892 había sido una apoteosis de Colón, los festejos del Quinto Centenario en 1992 se llevaron a cabo bajo el título de «Encuentro de Dos mundos», consensuado en la Unesco con beneplácito de todos los gobiernos implicados, que quitaba protagonismo a Colón además de evitar el término controvertido de «descubrimiento». No obstante, las celebraciones fueron rechazadas como una «nueva conquista» por movimientos indígenas, partidos de izquierda de algunos países y otras organizaciones. En los Estados Unidos, donde el «Día de Colón» era una fecha dedicada a celebrar el legado europeo (sobre todo italiano) y la audacia del genovés, no hubo grandes celebraciones en 1992. El Concilio Nacional de Iglesias de este país declaró que no era un día para celebrar, sino para «la reflexión y el arrepentimiento».
A partir del siglo XXI, algunos gobiernos iberoamericanos y españoles de izquierdas comenzaron a cuestionar de manera oficial la celebración del 12 de octubre. Así en 2002, el presidente de Venezuela, Hugo Chávez —en concordancia con el llamado pensamiento bolivariano — cambió la denominación de Día de la Raza a Día de la Resistencia Indígena. Asimismo el Consejo Nacional Indio, en representación de las 36 etnias indígenas venezolanas, solicitó que se quitaran las estatuas de Cristóbal Colón y que las mismas fueran sustituidas por la del cacique Guaicaipuro quien resistió la invasión española. Ese mismo día un grupo de activistas indígenas derribó la estatua de Colón ubicada en Caracas.
En 2007, una variante de ese mismo nombre - Día de la Resistencia Indígena, Negra y Popular- fue adoptado por Nicaragua y en 2017, el Parlamento de Navarra, conmemoró el 12 de octubre también como Día de la Resistencia Indígena.
En Argentina la presidenta Cristina Fernández de Kirchner por medio de un decreto cambió, en 2010, el nombre de Día de la Raza a Día del respeto a la diversidad cultural, por recomendación del INADI, en consonancia con la concepción de que no existen las razas y con el objeto de que se convirtiera en un «...día de reflexión histórica y diálogo intercultural». En 2013, el traslado del Monumento a Cristóbal Colón (obsequio de la comunidad italiana en conmemoración al Centenario Argentino) ubicado detrás de la Casa Rosada, generó cierta polémica.

#### Toponimia
En lo que se refiere a la toponimia, el nombre de Colón es utilizado ampliamente, principalmente en América. Un país americano, Colombia debe su nombre al Almirante, como también su montaña más alta el Pico Cristóbal Colón; así como diferentes regiones, ciudades y ríos como, por ejemplo, Columbus en Ohio (Estados Unidos) o la Ciudad de Colón en Panamá, así como la provincia homónima. En Estados Unidos se adoptó sobre todo la forma Columbia, fusión del ideal heroico de Colón con la figura femenina de la Libertad, por ejemplo en Columbia (Carolina del Sur), el Distrito de Columbia donde se sitúa la capital federal Washington D. C., el río Columbia o la provincia canadiense de la Columbia Británica.
En Argentina hay dos ciudades denominadas Colón, una en la provincia de Buenos Aires y otra en la de Entre Ríos. En Cuba también existe una ciudad denominada Colón, en la provincia de Matanzas, así como el principal cementerio del país: la Necrópolis de Cristóbal Colón en La Habana. Puerto Colón —en Paraguay—, Ciudad Colón —en Costa Rica—, Colón —en México—, San Juan de Colón —en Venezuela—, San Marcos de Colón en Honduras. Asimismo, el archipiélago de las Islas Galápagos, perteneciente a Ecuador, recibe oficialmente el nombre de «Archipiélago de Colón».
En España, concretamente en la provincia de Huelva, existe la ruta histórico-artística de los «Lugares colombinos» en torno a la figura de Colón, los hermanos Pinzón y los hechos que rodearon el descubrimiento. Fue declarada conjunto histórico-artístico de la provincia en 1967.

### El huevo de Colón
El DLE define el huevo de Colón como: «Cosa que aparenta tener mucha dificultad pero resulta ser fácil al conocer su artificio». El origen de este dicho está relacionado con una anécdota publicada por Girolamo Benzoni en el libro Historia del Nuevo Mundo (Venecia, 1565). Esta nos sitúa en un juego entre Colón y un grupo de nobles. Como respuesta a una pregunta sobre el descubrimiento, Colón pidió un huevo e invitó a los nobles a intentar que dicho huevo se mantuviera derecho por sí solo. Los nobles no fueron capaces de mantener derecho el huevo y cuando este volvió a sus manos, Colón golpeó el huevo contra la mesa, rompiéndolo un poco y propiciando que el huevo quedara en pie. Si bien es probable que esta anécdota sea una leyenda, se ha hecho muy popular.

### Teatro, cine y televisión
En 1614, Lope de Vega escribió El nuevo mundo descubierto por Cristóbal Colón, primera gran obra teatral dedicada al personaje de Colón, en la que se lo presenta como un enviado de Dios.
En las primeras dos décadas del siglo xx, se realizaron tres películas tituladas Cristóbal Colón, dirigidas por Vincent Lorant-Heilbronn (1904), Emiliano Fontana (1910) y Gérard Bourgeois (1917). Las tres realzaban el supuesto carácter misionero cristiano de Colón. En la misma línea hagiográfica se inscribe la obra teatral experimental publicada en 1933 por Paul Claudel, autor francés marcadamente católico, con el título Le livre de Christophe Colomb.
La primera gran película consagrada a Colón fue realizada en 1949 por el británico David MacDonald. Titulada Christopher Columbus (Cristóbal Colón en la versión en español), destacó la interpretación de Fredric March en el papel protagonista. Las siguientes súper-producciones sobre el mismo tema no llegaron hasta el Quinto Centenario del Descubrimiento, en 1992, cuando se estrenaron dos películas en un intervalo de pocos meses. La primera fue Cristóbal Colón: el descubrimiento, dirigida por John Glen y con George Corraface como protagonista. Le siguió 1492: La Conquista del Paraíso, dirigida por Ridley Scott y protagonizada por Gérard Depardieu. Ambos filmes fueron calificados de mediocres por la crítica.

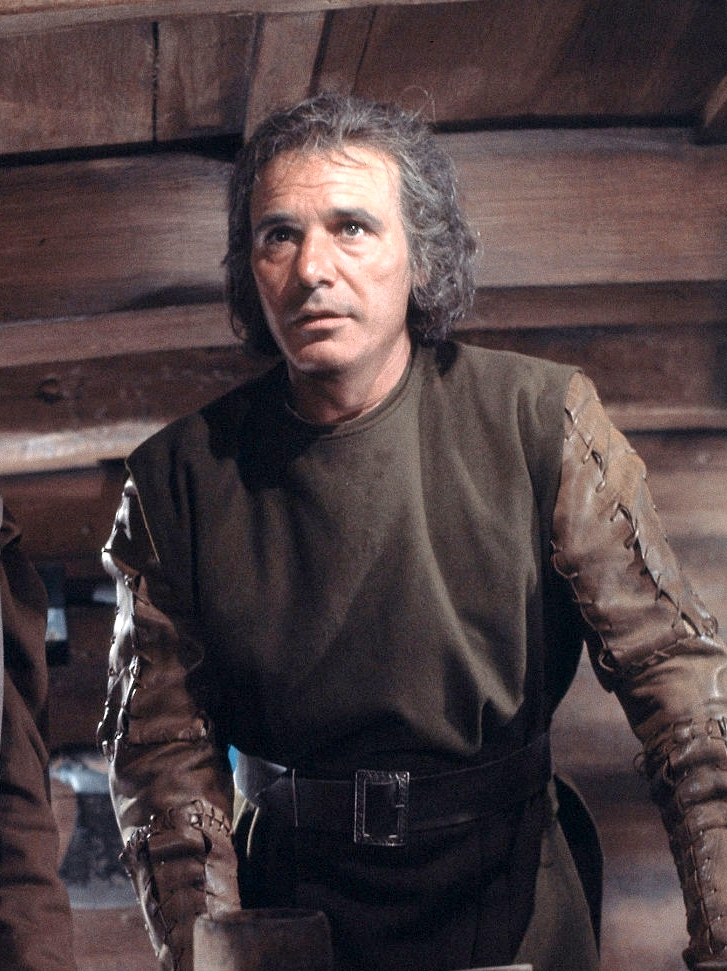
Francisco Rabal durante el rodaje de la serie de televisión Cristóbal Colón (Cristoforo Colombo, 1968), dirigida por Vittorio Cottafavi.

Otras obras de teatro, cine y televisión centradas en Colón:
- Christophe Colomb de Michel de Ghelderode (1929), farsa satírica.[320]
- Alba de América (1951), dirigida por Juan de Orduña, protagonizada por Antonio Vilar.
- Cristóbal Colón (1968), serie televisiva dirigida por Vittorio Cottafavi, con Francisco Rabal como protagonista.[321]
- Cristóbal Colón de oficio... descubridor (1982), parodia de la vida del descubridor dirigida por Mariano Ozores, con Andrés Pajares como protagonista.
- Cristóbal Colón (1985), serie televisiva dirigida por Alberto Lattuada, con Gabriel Byrne en el papel protagonista.
- Réquiem por Granada (1990), serie televisiva de Vicente Escrivá, con Juanjo Puigcorbé interpretando a Colón.
- Érase una vez... las Américas (1991), serie de televisión animada francesa, de Albert Barillé.
- Carry On Columbus (1992), comedia.
- Cristóbal Colón, el enigma (2007), documental dirigido por Manoel de Oliveira sobre el posible origen portugués de Colón.

### Pintura

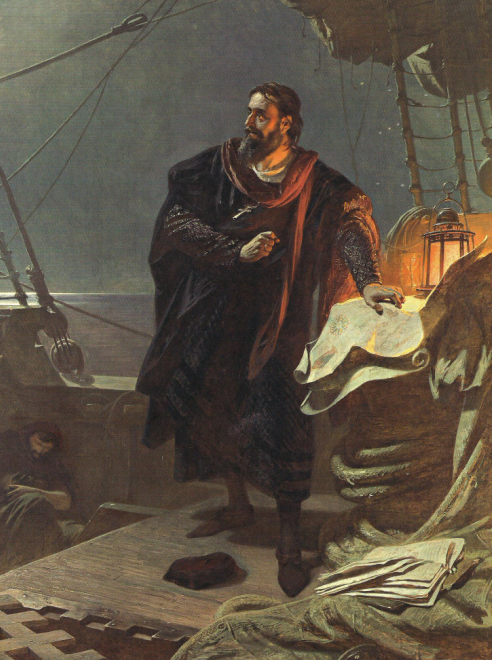
Cristóbal Colón (1865), por Carl Theodor von Piloty.

### Música
- Alessandro Scarlatti (1660-1725): Il Colombo ovvera L'India scoperta, es la primera ópera que se conoce sobre Colón, estrenada en Italia (1690).
- Vincenzo Fabrici: Il Colombo, o La Scoperta delle Indie, ópera (1788).
- Wilhelm Friedrich Ernst Bach, (nieto de Johann Sebastian Bach) (1759-1845): Columbus oder Die Entdeckung Amerikas, cantata.
- Francesco Morlacchi (1784-1841): Colombo, ópera (1828).
- Ramón Carnicer (1789-1855): Cristóforo Colombo, ópera, sobre un texto italiano de Felice Romani (1829).
- Gaetano Donizetti (1797-1848): Cristoforo Colombo, ópera.
- Giovanni Bottesini (1821-1889): Cristoforo Colombo, ópera estrenada en el Gran Teatro de La Habana de Cuba (1848).
- Theodor Apel (1811-1867): Columbus, drama.
- Richard Wagner (1813-1883): Apertura para el drama de Theodor Apel Columbus (WWV 37).
- Heinrich von Herzogenberg (1843-1900): Columbus, cantata dramática.
- Alberto Franchetti (1860-1942): Cristoforo Colombo, ópera, una de las más conocidas y estrenada en Génova en conmemoración del IV Centenario del descubrimiento (1892).
- Darius Milhaud (1892-1974): Christophe Colomb ópera basada en la obra Le livre de Christophe Colomb del poeta Paul Claudel (1930 y revisada en 1955).
- Werner Egk (1901-1983): Columbus, radio ópera (1933).
- Sir William Walton (1902-1983): Christopher Columbus Suite (1942).
- Manuel de Falla (1876-1946): Atlántida, ópera (1962).
- Jacques Offenbach (1819-1880): Christopher Columbus, opereta, estrenada con el motivo del bicentenario de los Estados Unidos de América (1876).
- Philip Glass (1937): The Voyage, ópera (1992).
- Karl-Erik Welin (1934-1992): Christofer Columbus (1991).
- Leonardo Balada (1933): Christopher Columbus, ópera (1986); Death of Columbus, ópera (1996).
- Aquiles Nazoa (1920-1976) / Federico Ruiz (1948): Los martirios de Colón, ópera bufa (1993).

### Literatura histórica y de ficción
- Rodrigues do Santos, José (2006). El Códice 632. Barcelona: ROCA EDITORIAL DE LIBROS, S.L. ISBN 9788496544413.
- Piqueras Gómez, Pedro (2006). Colón. A Los Ojos De Beatriz. MR Ediciones. ISBN 978-84-270-3284-2.
- Finley, Robert (2002). Las Indias accidentales. Barcelona: EDICIONES BARATARIA. ISBN 9788495764058.
- Vidal, Miguel Ángel (2008). El Jardí de les Hespèrides (en catalán). Palma de Mallorca: MOLL. ISBN 9788427321847.
- Marlowe, Stephen (1987). Memorias de Cristóbal Colón. Madrid: Mondadori. ISBN 84-397-1199-9.
- Ferrà i Martorell, Miquel (1983). Memòries secretes de Cristòfor Colom (en catalán). La Magrana. ISBN 9788474101287.
- López Vergara, María Luisa (1988). No serán las Indias. Tusquets. ISBN 9788472232631.
- Blasco Ibáñez, Vicente (1929). En busca del gran Kan: (Cristóbal Colón). Editorial Biblioteca Nueva, S.L. ISBN 9788470307034.
- Nacher, Enrique (1957). Guanche. Ediciones Destino, S.A. ISBN 9788423303182.
- Melero, Luis (2006). Colón: el impostor. Ediciones Temas de Hoy. ISBN 9788484605485.
- Scott Card, Orson (1998). Observadores del pasado: la redención de Cristóbal Colón. Barcelona: Ediciones B. ISBN 8440681194.
- Ruiz Montañez, Miguel (2006). La Tomba de Colom. Barcelona: EDICIONES B. ISBN 84-666-3041-4.
- Levinas, Marcelo Leonardo (2001). El último crimen de Colón. Buenos Aires: Alfaguara. ISBN 9789505117376.
- Rosset, Edward (2002). Cristóbal Colón: rumbo a Cipango. Barcelona: Edhasa. ISBN 9788435060592.
- Cifuentes, Paula (2005). La ruta de las tormentas. Madrid: Martínez Roca. ISBN 9788427031845.
- Eslava Galán, Juan (2004). El enigma de Colón y los descubrimientos de América. Barcelona: Planeta. ISBN 9788408066798.
- Roa Bastos, Augusto (1992). Vigilia del almirante. Madrid: Alfaguara, D.L. ISBN 9788420481043.
- Reston, James (2007). Los perros de Dios: Colón, la inquisición y la caída de Granada. Barcelona: Destino. ISBN 9788423339181.
- Hiriart, Hugo (2008). La destrucción de todas las cosas. Madrid: Del Taller de Mario Muchnik, cop. ISBN 9788495303738.

Infantil y juvenil
- Corbella Colón, Felicitas; Ilustrador: FERRER, Adán (1997). Mi Padre Don Cristóbal Colón. Zaragoza: Edelvives. ISBN 9788426315298.
- Sierra i Fabra, Jordi (2006). I li van dir Colom. Barcelona: EDEBE. ISBN 9788423681723.
- Molina Llorente, María Isabel. Colón, tras la ruta de poniente. Alfaguara. ISBN 9788420469973.
- Villanes Cairo, Carlos (2005). La otra orilla. Madrid: Anaya. ISBN 9788420744902.
- Villanes Cairo, Carlos (2006). Memorias del segundo viaje de Colón. Madrid: Anaya. ISBN 9788466751797.
- Villanes Cairo, Carlos (2006). El ocaso del gran navegante. Madrid: Anaya. ISBN 9788466753579.
- Plaza Plaza, José María; Ilustraciones de Julius Pozuelo de Alarcón (2005). ¡Tierra a la vista!: la historia de Cristóbal Colón. Madrid: Espasa Calpe. ISBN 9788467019575.
- Baumann, Hans (1958). El hijo de Colón. Barcelona: Herder, cop.

Cómic
- El quinto centenario.

### Monumentos dedicados a Colón

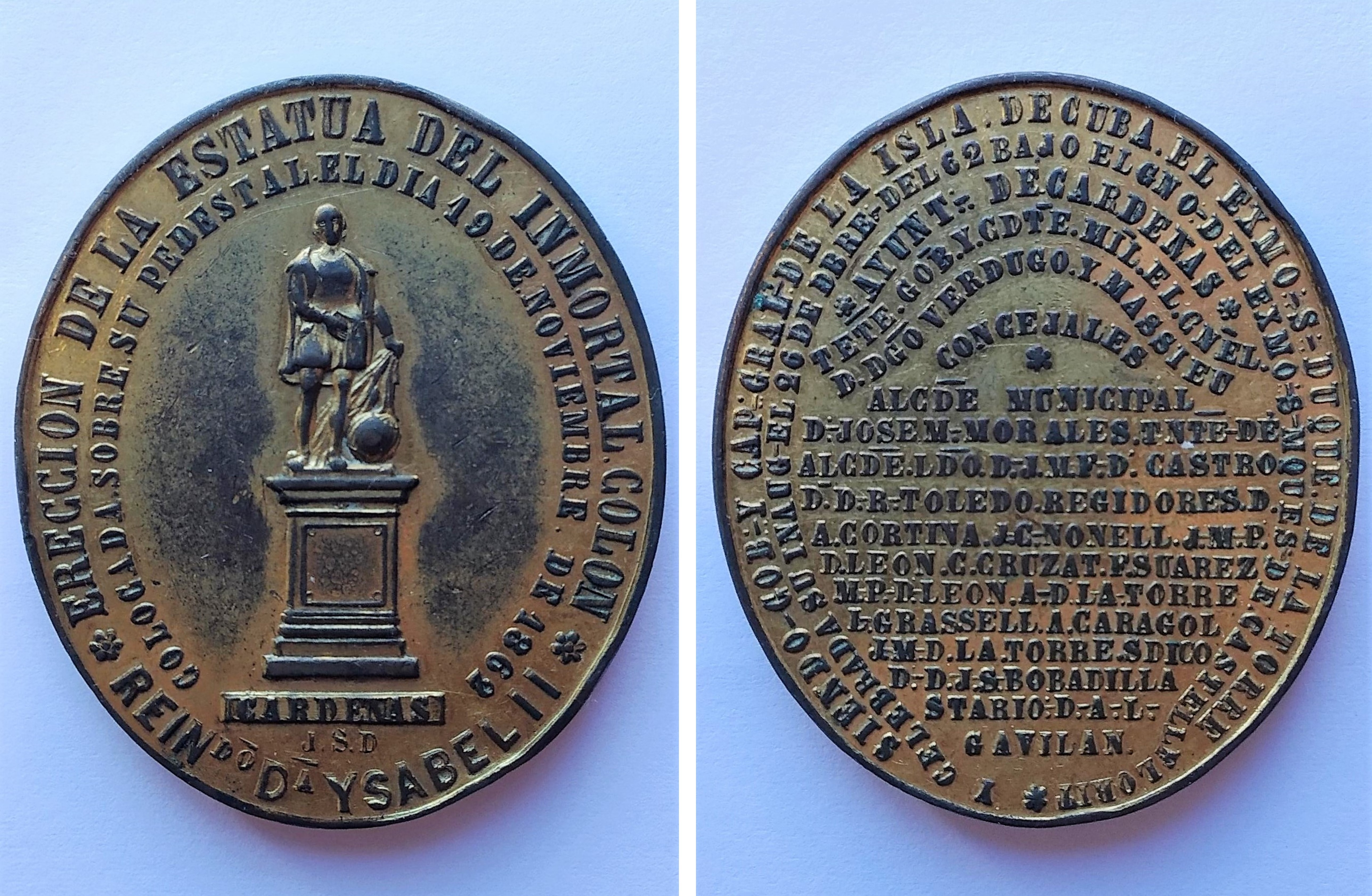
Medalla conmemorativa del levantamiento de una estatua de Cristóbal Colón en Cárdenas (Cuba).

- Wikimedia Commons alberga una categoría multimedia sobre Monumentos a Cristóbal Colón.

### Filatelia y numismática

#### Sellos
| El Salvador: - 1892 - Valor facial 5 ctvs. - Desembarco de Colón Ecuador: - 1992 - Valor facial 400 sucres - América y Colón España: - 1943 - Valor Facial 5 cts. - 450 Aniversario de la llegada de Colón a Barcelona. - 1992 - Valor Facial 60 ptas. - Colón y el descubrimiento - 1992 - Valor Facial 60 ptas. - Colón y el descubrimiento - 1992 - Valor Facial 60 ptas. - Colón y el descubrimiento - 1992 - Valor Facial 60 ptas. - Colón y el descubrimiento - 1992 - Valor Facial 60 ptas. - Colón y el descubrimiento Emisión conjunta con motivo del 500 aniversario del descubrimiento. - 1992 - Valor Facial 60 pta. - Colón y el descubrimiento | Francia - 1992 - Valor facial: 2,5 francos - Cristóbal Colón. Perú: - 1995 - Valor facial: 1,50 s. - Desembarco de Colón. República Dominicana: - 1900 - Valor facial 1/2 ctv. - Colón en Salamanca Chile: - 1879 - Valor facial: 5 ctvs. - Cristóbal Colón - 1881 - Valor facial: 2 ctvs. - Cristóbal Colón - 1901 - Valor facial: 2 ctvs. - Cristóbal Colón |

#### Monedas
| Costa Rica: - La unidad monetaria de Costa Rica recibe el nombre de Colón, sustituyendo esta moneda al anterior «peso» de Costa Rica en 1896. Esta divisa se expresa con el código «₡» (C con dos barras inclinadas). - 1982 —1500 colones en oro— con el tema: Juan Vázquez de Coronado y Cristóbal Colón. El Salvador: - Entre los años 1892 y 2004 la unidad monetaria de El Salvador fue el Colón salvadoreño, precedido por el «peso» y sustituido por el dólar estadounidense. El código era SVC. España: - 2006 —12 Euros en plata— Conmemorativa de los 500 años de la muerte de Colón. San Marino: - 2006 —2 Euros— en conmemoración de los 500 años de la muerte de Colón. |